# Torneo Clausura 2025 (Liga MX Femenil)
El Torneo Clausura 2025 fue la XVI edición del campeonato de liga de la Primera División Femenil de México con la que se cerró la temporada futbolística 2024-25 de la liga. La Primera División Femenil de México, conocida también como Liga MX Femenil, es la principal liga de fútbol profesional femenil en México la cual está regulada por la Federación Mexicana de Fútbol.
El C. F. Pachuca ganó la final con un marcador global de 3–2 ante el Club América y se coronó campeón del torneo. Este es el primer título de liga para las Tuzas.

## Sistema de competición
El torneo de la Liga MX Femenil, está conformado en dos partes:
- Fase de calificación: Integrado por 17 jornadas, donde los 18 equipos se enfrentan entre sí bajo el sistema de todos contra todos.
- Fase final: Corresponde a un sistema de eliminación directa a visita recíproca, disputándose en tres etapas: cuartos de final, semifinal y final.

### Fase de clasificación
En la fase de clasificación participan los 18 clubes de la Liga MX Femenil enfrentándose en cada torneo en sistema de todos contra todos durante las 17 jornadas respectivas, a un solo partido. Esta fase se rige bajo un sistema de puntuación convencional en el cual se pueden obtener tres resultados al finalizar un partido: ganar, empatar o perder. La puntuación para cada uno de estos resultados está sujeto a las siguientes condiciones:
- Por juego ganado se obtendrán tres puntos.
- Por juego empatado se obtendrá un punto.
- Por juego perdido no se otorgan puntos.

El orden de los clubes al final de la fase de calificación del torneo corresponderá a la suma de los puntos obtenidos por cada uno de ellos y se presentará en forma descendente. Si al finalizar las 17 jornadas del torneo, dos o más clubes estuviesen empatados en puntos, su posición en la tabla general será determinada atendiendo a los siguientes criterios de desempate:
1. Mejor diferencia entre los goles anotados y recibidos y goles.
2. Mayor número de goles anotados.
3. Mayor número de goles anotados como visitante.
4. Marcadores particulares entre los clubes empatados.
5. Tabla de Fair Play.
6. Sorteo

La tabla de Fair Play es un sistema de puntuación que evalúa el juego limpio de cada equipo, considerando las tarjetas amarillas y rojas recibidas durante el torneo. Bajo este sistema, se suma un punto por cada amonestación recibida. Por cada expulsión por roja directa o doble amonestación, se suman tres puntos. En caso de que una jugadora reciba una amonestación y una expulsión directa en un mismo partido, se suman cuatro puntos. La tabla ordena a los equipos de forma creciente a partir de la sumatoria de puntos fair play obtenidos, siendo el 1° el equipo que menos puntos sumó y el 18° el que más. Como criterio de desempate, tendrá ventaja el equipo que se encuentre mejor posicionado en dicha tabla. 
Participan automáticamente en la fase final por el título de Campeón del Torneo Clausura 2025 de la Liga MX Femenil, los ocho primeros clubes de la tabla general de clasificación al término de las 17 jornadas.

### Fase final
La Fase Final se desarrolla en las siguientes etapas: cuartos de final, semifinales y final. Los partidos son jugados a visita recíproca, disputándose los juegos de vuelta en los estadios sede de los equipos mejor posicionados en la tabla general de clasificación. Para esta fase se cuenta con la asistencia del sistema VAR, por lo que los partidos deben celebrarse forzosamente en los estadios sede de los clubes filiales de LIGA MX. En las etapas de cuartos de final y semifinales resulta vencedor el equipo que en los dos juegos anote el mayor número de goles; o en el caso de existir empate, avanza el equipo mejor posicionado en la tabla general de clasificación. 

#### Cuartos de final
Los ocho clubes calificados a la fase final son ordenados de acuerdo con el lugar ocupado en la tabla general al término de la fase de clasificación, asignando el número uno al club mejor clasificado, y así hasta el número ocho. Estos ocho equipos disputan los cuartos de final de la siguiente manera:
| IDA      | VUELTA   |
| -------- | -------- |
| 8° vs 1° | 1° vs 8° |
| 7° vs 2° | 2° vs 7° |
| 6° vs 3° | 3° vs 6° |
| 5° vs 4° | 4° vs 5° |

#### Semifinales
En las semifinales participan los cuatro clubes vencedores de cuartos de final reordenándolos del uno al cuatro, de acuerdo a su mejor posición en la tabla general de clasificación, enfrentándose de la siguiente manera:
| IDA      | VUELTA   |
| -------- | -------- |
| 4° vs 1° | 1° vs 4° |
| 3° vs 2° | 2° vs 3° |

#### Final
Disputarán el título de Campeón del Torneo Clausura 2025, los dos clubes vencedores de la fase semifinal correspondiente, reubicándolos del uno al dos, de acuerdo a su mejor posición en la tabla general de clasificación, enfrentándose de la siguiente manera:
| IDA      | VUELTA   |
| -------- | -------- |
| 2° vs 1° | 1° vs 2° |

El club vencedor de la final y por lo tanto Campeón del Torneo Clausura 2025, será aquel que en los dos partidos anote el mayor número de goles. Si al término del tiempo reglamentario. el marcador global está empatado, se procede a lanzar tiros penales hasta que resulte un vencedor.

## Información de los equipos

### Equipos por Entidad Federativa
| Entidad Federativa | N.º | Equipos                    |
| ------------------ | --- | -------------------------- |
| Ciudad de México   | 3   | América, Cruz Azul y Pumas |
| Jalisco            | 2   | Atlas y Guadalajara        |
| Nuevo León         | 2   | Monterrey y Tigres         |
| Aguascalientes     | 1   | Necaxa                     |
| Baja California    | 1   | Tijuana                    |
| Chihuahua          | 1   | Juárez                     |
| Coahuila           | 1   | Santos Laguna              |
| Estado de México   | 1   | Toluca                     |
| Guanajuato         | 1   | León                       |
| Hidalgo            | 1   | Pachuca                    |
| Puebla             | 1   | Puebla                     |
| Querétaro          | 1   | Querétaro                  |
| San Luis Potosí    | 1   | San Luis                   |
| Sinaloa            | 1   | Mazatlán                   |

| Entidad Federativa | N.º | Equipos                    |
| ------------------ | --- | -------------------------- |
| Ciudad de México   | 3   | América, Cruz Azul y Pumas |
| Jalisco            | 2   | Atlas y Guadalajara        |
| Nuevo León         | 2   | Monterrey y Tigres         |
| Aguascalientes     | 1   | Necaxa                     |
| Baja California    | 1   | Tijuana                    |
| Chihuahua          | 1   | Juárez                     |
| Coahuila           | 1   | Santos Laguna              |
| Estado de México   | 1   | Toluca                     |
| Guanajuato         | 1   | León                       |
| Hidalgo            | 1   | Pachuca                    |
| Puebla             | 1   | Puebla                     |
| Querétaro          | 1   | Querétaro                  |
| San Luis Potosí    | 1   | San Luis                   |
| Sinaloa            | 1   | Mazatlán                   |

### Información de los equipos participantes
| Equipo               | Entrenador            | Ciudad                               | Estadio                   | Capacidad | Patrocinador       | Kit         |
| -------------------- | --------------------- | ------------------------------------ | ------------------------- | --------- | ------------------ | ----------- |
| América              | Ángel Villacampa      | Ciudad de México                     | Ciudad de los Deportes    | 30 247    | AT&T               | Nike        |
| Atlas                | Roberto Medina        | Guadalajara, Jalisco                 | Jalisco                   | 55 020    |                    | Charly      |
| Atlético de San Luis | Nacho Quintana        | San Luis Potosí, San Luis Potosí     | Alfonso Lastras           | 27 029    | Canel's            | Sporelli    |
| Cruz Azul            | Diego Testas          | Ciudad de México                     | Instalaciones de La Noria | 1000      | Cemento Cruz Azul  | Pirma       |
| Guadalajara          | Antonio Contreras     | Zapopan, Jalisco                     | Akron                     | 46 232    | Sello Rojo         | Puma        |
| Juárez               | Óscar Fernández       | Ciudad Juárez, Chihuahua             | Olímpico Benito Juárez    | 19 703    | S-Mart             | Sporelli    |
| León                 | Alejandro Corona      | León, Guanajuato                     | Nou Camp                  | 31 297    | Cementos Fortaleza | Charly      |
| Mazatlán             | Carlos Roberto Pérez  | Mazatlán, Sinaloa                    | El Encanto                | 20 195    | Banco Azteca       | Pirma       |
| Monterrey            | Amelia Valverde       | Guadalupe, Nuevo León                | BBVA                      | 53 529    | BBVA México        | Puma        |
| Necaxa               | Guadalupe Worbis      | Aguascalientes, Aguascalientes       | Victoria                  | 23 851    | Rolcar             | Pirma       |
| Pachuca              | Óscar Torres          | Pachuca, Hidalgo                     | Hidalgo                   | 25 922    | Cementos Fortaleza | Charly      |
| Puebla               | Carlos Adrián Morales | Puebla, Puebla                       | Cuauhtémoc                | 47 704    | Baz                | Pirma       |
| Querétaro            | Fernando Samayoa      | Querétaro, Querétaro                 | Corregidora               | 34 107    | Pedigree Caliente  | Keuka       |
| Santos               | Jhonathan Lazcano     | Torreón, Coahuila                    | Corona                    | 29 101    | Soriana            | Charly      |
| Tigres UANL          | Pedro Martínez Losa   | San Nicolás de los Garza, Nuevo León | Universitario             | 41 886    | Cemex              | Adidas      |
| Tijuana              | Juan Romo             | Tijuana, Baja California             | Caliente                  | 26 158    | Caliente           | Charly      |
| Toluca               | César Arzate INT      | Toluca, Estado de México             | Nemesio Díez              | 27 273    | Arabela            | New Balance |
| UNAM                 | Marcello Frigério     | Ciudad de México                     | Olímpico Universitario    | 58 445    | DHL                | Nike        |

### Cambios de entrenadores
| Equipo            | Entrenador(a) (Jornadas)  | Fecha de vacante        | Tipo de salida    | Pos.   | Entrenador(a) entrante | Fecha de nombramiento   |
| ----------------- | ------------------------- | ----------------------- | ----------------- | ------ | ---------------------- | ----------------------- |
| Necaxa            | Miguel Ramírez (Pre.)     | 25 de noviembre de 2024 | Mutuo acuerdo     | (Pre.) | Guadalupe Worbis       | 25 de noviembre de 2024 |
| Guadalajara       | Joaquín Moreno (Pre.)     | 19 de noviembre de 2024 | Despido           | (Pre.) | Antonio Contreras      | 28 de noviembre de 2024 |
| Atlético San Luis | Daniel Flores (Pre.)      | 4 de noviembre de 2024  | Despido           | (Pre.) | Nacho Quintana         | 13 de diciembre de 2024 |
| Cruz Azul         | Julio Cevada (Pre.)       | 1 de noviembre de 2024  | Despido           | (Pre.) | Diego Testas           | 18 de diciembre de 2024 |
| Tigres UANL       | Milagros Martínez (Pre.)  | 19 de diciembre de 2024 | Mutuo acuerdo     | (Pre.) | Pedro Martínez Losa    | 20 de diciembre de 2024 |
| Toluca            | Ricardo Belli (1 – 7)     | 7 de febrero de 2025    | Despido           | 14.°   | César Arzate INT       | 7 de febrero de 2025    |
| Santos Laguna     | Karla Maya (1 – 10)       | 4 de marzo de 2025      | Renuncia          | 17.°   | Luis Pizaña INT        | 7 de marzo de 2025      |
| Santos Laguna     | Luis Pizaña (11 – 13) INT | 21 de marzo de 2025     | Fin de interinato | 17.°   | Jhonathan Lazcano      | 21 de marzo de 2025     |

#### Sedes alternas
| Equipo    | Ciudad                         | Estadio                                     | Capacidad |
| --------- | ------------------------------ | ------------------------------------------- | --------- |
| América   | Ciudad de México               | Cancha Centenario No. 5 Club América        | 1 000     |
| Necaxa    | Aguascalientes, Aguascalientes | Instalaciones Casa Club Necaxa - Cancha 4   | 500       |
| Querétaro | Querétaro, Querétaro           | Olímpico Alameda                            | 4 600     |
| Querétaro | Querétaro, Querétaro           | Centro Gallo de Alto Rendimiento - Cancha 1 | 0         |
| Toluca    | Metepec, Estado de México      | Instalaciones de Metepec - Cancha 2         | 1 000     |

## Torneo regular
- El Calendario completo según la página oficial.
- Los horarios son correspondientes al Tiempo del Centro de México (UTC-6).[37]

| Jornada 1   | Jornada 1 | Jornada 1            | Jornada 1              | Jornada 1  | Jornada 1 | Jornada 1    | Jornada 1  | Jornada 1 |
| Local       | Resultado | Visitante            | Estadio                | Fecha      | Hora      | Espectadores | Amonestado | Expulsado |
| ----------- | --------- | -------------------- | ---------------------- | ---------- | --------- | ------------ | ---------- | --------- |
| Atlas       | 1 – 3     | Santos Laguna        | Jalisco                | 3 de enero | 19:00     | 442          | 5          | 0         |
| Pumas UNAM  | 2 – 0     | Atlético de San Luis | Olímpico Universitario | 4 de enero | 12:00     | 1,245        | 3          | 0         |
| León        | 1 – 1     | Toluca               | Nou Camp               | 5 de enero | 19:00     | 664          | 7          | 0         |
| Mazatlán    | 0 – 7     | Monterrey            | El Encanto             | 5 de enero | 21:06     | 332          | 3          | 0         |
| Necaxa      | 0 – 3     | Guadalajara          | Victoria               | 6 de enero | 17:00     | 2,061        | 2          | 0         |
| Querétaro   | 1 – 7     | Pachuca              | Corregidora            | 6 de enero | 17:00     | 594          | 2          | 1         |
| Juárez      | 3 – 0     | Puebla               | Olímpico Benito Juárez | 6 de enero | 19:00     | 1,059        | 3          | 0         |
| América     | 2 – 1     | Cruz Azul            | Ciudad de los Deportes | 6 de enero | 19:10     | 2,406        | 2          | 0         |
| Tigres UANL | 1 – 2     | Tijuana              | Universitario          | 6 de enero | 21:06     | 4,219        | 4          | 0         |

| Jornada 2     | Jornada 2 | Jornada 2            | Jornada 2                 | Jornada 2   | Jornada 2 | Jornada 2    | Jornada 2  | Jornada 2 |
| Local         | Resultado | Visitante            | Estadio                   | Fecha       | Hora      | Espectadores | Amonestado | Expulsado |
| ------------- | --------- | -------------------- | ------------------------- | ----------- | --------- | ------------ | ---------- | --------- |
| Toluca        | 5 – 0     | Mazatlán             | Nemesio Díez              | 9 de enero  | 17:00     | 1,989        | 3          | 0         |
| Atlas         | 2 – 3     | Pachuca              | Jalisco                   | 9 de enero  | 19:00     | 304          | 2          | 0         |
| Monterrey     | 2 – 1     | Pumas UNAM           | BBVA                      | 9 de enero  | 21:00     | 1,265        | 0          | 0         |
| Santos Laguna | 0 – 1     | Guadalajara          | Corona                    | 10 de enero | 17:00     | 390          | 1          | 0         |
| América       | 7 – 0     | Querétaro            | Ciudad de los Deportes    | 10 de enero | 17:00     | 1,431        | 3          | 1         |
| León          | 0 – 1     | Atlético de San Luis | Nou Camp                  | 11 de enero | 17:00     | 486          | 2          | 0         |
| Puebla        | 0 – 3     | Tigres UANL          | Cuauhtémoc                | 12 de enero | 12:00     | 1,148        | 1          | 0         |
| Cruz Azul     | 1 – 1     | Tijuana              | Instalaciones de La Noria | 12 de enero | 15:45     | 194          | 4          | 0         |
| Juárez        | 1 – 0     | Necaxa               | Olímpico Benito Juárez    | 12 de enero | 18:00     | 1,157        | 5          | 0         |

| Jornada 3            | Jornada 3 | Jornada 3     | Jornada 3               | Jornada 3   | Jornada 3 | Jornada 3    | Jornada 3  | Jornada 3 |
| Local                | Resultado | Visitante     | Estadio                 | Fecha       | Hora      | Espectadores | Amonestado | Expulsado |
| -------------------- | --------- | ------------- | ----------------------- | ----------- | --------- | ------------ | ---------- | --------- |
| Pumas UNAM           | 6 – 1     | Santos Laguna | Olímpico Universitario  | 14 de enero | 17:00     | 1,385        | 3          | 0         |
| Pachuca              | 2 – 2     | Cruz Azul     | Hidalgo                 | 15 de enero | 15:45     | 1,488        | 3          | 0         |
| Atlético de San Luis | 1 – 0     | Monterrey     | Alfonso Lastras Ramírez | 15 de enero | 18:00     | 1,191        | 6          | 0         |
| Puebla               | 1 – 2     | León          | Cuauhtémoc              | 15 de enero | 19:00     | 222          | 3          | 1         |
| Querétaro            | 3 – 1     | Mazatlán      | Corregidora             | 15 de enero | 20:00     | 359          | 5          | 2         |
| Necaxa               | 0 – 5     | América       | Casa Club Necaxa        | 16 de enero | 15:45     | 300          | 4          | 0         |
| Tigres UANL          | 1 – 2     | Atlas         | Universitario           | 16 de enero | 19:00     | 2,896        | 6          | 0         |
| Guadalajara          | 0 – 0     | Juárez        | Akron                   | 16 de enero | 21:06     | 2,866        | 2          | 1         |
| Tijuana              | 3 – 1     | Toluca        | Caliente                | 17 de enero | 21:00     | 733          | 1          | 0         |

| Jornada 4            | Jornada 4 | Jornada 4   | Jornada 4                 | Jornada 4   | Jornada 4 | Jornada 4    | Jornada 4  | Jornada 4 |
| Local                | Resultado | Visitante   | Estadio                   | Fecha       | Hora      | Espectadores | Amonestado | Expulsado |
| -------------------- | --------- | ----------- | ------------------------- | ----------- | --------- | ------------ | ---------- | --------- |
| Monterrey            | 5 – 1     | Puebla      | BBVA                      | 19 de enero | 19:00     | 3,079        | 0          | 0         |
| Mazatlán             | 0 – 2     | Pachuca     | El Encanto                | 19 de enero | 21:00     | 391          | 3          | 0         |
| León                 | 2 – 2     | Tigres UANL | Nou Camp                  | 20 de enero | 16:30     | 1,255        | 8          | 0         |
| Juárez               | 1 – 1     | Pumas UNAM  | Olímpico Benito Juárez    | 20 de enero | 16:45     | 927          | 5          | 1         |
| Atlético de San Luis | 2 – 0     | Tijuana     | Alfonso Lastras Ramírez   | 20 de enero | 17:00     | 577          | 6          | 0         |
| Toluca               | 1 – 2     | Querétaro   | Nemesio Díez              | 20 de enero | 19:00     | 2,060        | 1          | 0         |
| Cruz Azul            | 1 – 1     | Guadalajara | Instalaciones de La Noria | 21 de enero | 15:45     | 254          | 6          | 0         |
| Atlas                | 0 – 3     | América     | Jalisco                   | 21 de enero | 19:00     | 2,789        | 6          | 1         |
| Santos Laguna        | 2 – 3     | Necaxa      | Corona                    | 21 de enero | 21:00     | 164          | 5          | 1         |

| Jornada 5     | Jornada 5 | Jornada 5            | Jornada 5                 | Jornada 5   | Jornada 5 | Jornada 5    | Jornada 5  | Jornada 5 |
| Local         | Resultado | Visitante            | Estadio                   | Fecha       | Hora      | Espectadores | Amonestado | Expulsado |
| ------------- | --------- | -------------------- | ------------------------- | ----------- | --------- | ------------ | ---------- | --------- |
| Tijuana       | 0 – 1     | Querétaro            | Caliente                  | 24 de enero | 18:00     | 333          | 1          | 0         |
| América       | 5 – 0     | León                 | Ciudad de los Deportes    | 25 de enero | 15:45     | 2,917        | 0          | 0         |
| Puebla        | 0 – 3     | Atlas                | Cuauhtémoc                | 26 de enero | 12:00     | 302          | 5          | 0         |
| Cruz Azul     | 4 – 0     | Mazatlán             | Instalaciones de La Noria | 26 de enero | 15:45     | 209          | 3          | 0         |
| Guadalajara   | 0 – 1     | Monterrey            | Akron                     | 26 de enero | 17:05     | 5,420        | 1          | 0         |
| Tigres UANL   | 5 – 0     | Toluca               | Universitario             | 26 de enero | 19:06     | 4,172        | 2          | 0         |
| Pachuca       | 5 – 0     | Atlético de San Luis | Hidalgo                   | 26 de enero | 21:10     | 959          | 3          | 0         |
| Necaxa        | 1 – 4     | Pumas UNAM           | Victoria                  | 27 de enero | 18:00     | 721          | 6          | 0         |
| Santos Laguna | 1 – 2     | Juárez               | Corona                    | 27 de enero | 21:00     | 271          | 1          | 0         |

| Jornada 6            | Jornada 6 | Jornada 6     | Jornada 6               | Jornada 6    | Jornada 6 | Jornada 6    | Jornada 6  | Jornada 6 |
| Local                | Resultado | Visitante     | Estadio                 | Fecha        | Hora      | Espectadores | Amonestado | Expulsado |
| -------------------- | --------- | ------------- | ----------------------- | ------------ | --------- | ------------ | ---------- | --------- |
| Atlas                | 1 – 1     | Cruz Azul     | Jalisco                 | 31 de enero  | 17:00     | 361          | 4          | 1         |
| Pumas UNAM           | 3 – 0     | Toluca        | Olímpico Universitario  | 31 de enero  | 17:00     | 2,074        | 3          | 0         |
| Querétaro            | 1 – 1     | Tigres UANL   | Corregidora             | 31 de enero  | 19:00     | 1,810        | 3          | 0         |
| Atlético de San Luis | 3 – 0     | Santos Laguna | Alfonso Lastras Ramírez | 31 de enero  | 19:00     | 830          | 4          | 0         |
| Necaxa               | 1 – 1     | Puebla        | Victoria                | 2 de febrero | 17:00     | 554          | 7          | 0         |
| Monterrey            | 1 – 1     | Tijuana       | BBVA                    | 2 de febrero | 19:10     | 9,443        | 3          | 1         |
| Mazatlán             | 0 – 8     | Guadalajara   | El Encanto              | 2 de febrero | 21:06     | 537          | 3          | 1         |
| Juárez               | 4 – 1     | León          | Olímpico Benito Juárez  | 3 de febrero | 16:45     | 2,038        | 5          | 0         |
| Pachuca              | 2 – 1     | América       | Hidalgo                 | 3 de febrero | 19:00     | 8,051        | 5          | 0         |

| Jornada 7     | Jornada 7 | Jornada 7            | Jornada 7                 | Jornada 7    | Jornada 7 | Jornada 7    | Jornada 7  | Jornada 7 |
| Local         | Resultado | Visitante            | Estadio                   | Fecha        | Hora      | Espectadores | Amonestado | Expulsado |
| ------------- | --------- | -------------------- | ------------------------- | ------------ | --------- | ------------ | ---------- | --------- |
| Cruz Azul     | 1 – 2     | Tigres UANL          | Instalaciones de La Noria | 5 de febrero | 15:45     | 265          | 4          | 0         |
| Puebla        | 0 – 1     | Pumas UNAM           | Cuauhtémoc                | 5 de febrero | 17:00     | 323          | 0          | 0         |
| Toluca        | 0 – 2     | Atlas                | Nemesio Díez              | 5 de febrero | 18:00     | 1,906        | 1          | 0         |
| Monterrey     | 4 – 0     | Necaxa               | BBVA                      | 5 de febrero | 20:15     | 2,746        | 1          | 0         |
| Guadalajara   | 3 – 1     | Atlético de San Luis | Akron                     | 6 de febrero | 19:00     | 2,102        | 6          | 0         |
| América       | 6 – 0     | Mazatlán             | Ciudad de los Deportes    | 6 de febrero | 20:00     | 2,376        | 4          | 0         |
| Santos Laguna | 1 – 3     | Tijuana              | Corona                    | 6 de febrero | 21:00     | 277          | 6          | 0         |
| Juárez        | 1 – 0     | Querétaro            | Olímpico Benito Juárez    | 6 de febrero | 21:00     | 1,464        | 4          | 0         |
| León          | 0 – 2     | Pachuca              | Nou Camp                  | 7 de febrero | 19:00     | 534          | 6          | 0         |

| Jornada 8   | Jornada 8 | Jornada 8            | Jornada 8              | Jornada 8     | Jornada 8 | Jornada 8    | Jornada 8  | Jornada 8 |
| Local       | Resultado | Visitante            | Estadio                | Fecha         | Hora      | Espectadores | Amonestado | Expulsado |
| ----------- | --------- | -------------------- | ---------------------- | ------------- | --------- | ------------ | ---------- | --------- |
| Toluca      | 2 – 1     | Santos Laguna        | Nemesio Díez           | 9 de febrero  | 12:00     | 3,011        | 5          | 0         |
| Tigres UANL | 2 – 1     | Atlético de San Luis | Universitario          | 10 de febrero | 17:00     | 2,645        | 5          | 0         |
| Pumas UNAM  | 2 – 0     | Cruz Azul            | Olímpico Universitario | 10 de febrero | 17:00     | 1,772        | 3          | 0         |
| Querétaro   | 0 – 0     | Puebla               | Corregidora            | 10 de febrero | 19:00     | 294          | 4          | 0         |
| Pachuca     | 6 – 1     | Juárez               | Hidalgo                | 10 de febrero | 19:06     | 1,326        | 0          | 0         |
| América     | 3 – 2     | Monterrey            | Ciudad de los Deportes | 10 de febrero | 20:00     | 3,974        | 1          | 0         |
| Tijuana     | 1 – 1     | Guadalajara          | Caliente               | 10 de febrero | 21:00     | 1,633        | 4          | 1         |
| Atlas       | 4 – 1     | Necaxa               | Jalisco                | 11 de febrero | 19:00     | 284          | 0          | 0         |
| Mazatlán    | 1 – 2     | León                 | El Encanto             | 11 de febrero | 21:06     | 185          | 7          | 0         |

| Jornada 9            | Jornada 9 | Jornada 9   | Jornada 9               | Jornada 9     | Jornada 9 | Jornada 9    | Jornada 9  | Jornada 9 |
| Local                | Resultado | Visitante   | Estadio                 | Fecha         | Hora      | Espectadores | Amonestado | Expulsado |
| -------------------- | --------- | ----------- | ----------------------- | ------------- | --------- | ------------ | ---------- | --------- |
| Guadalajara          | 1 – 0     | Toluca      | Akron                   | 13 de febrero | 21:06     | 1,690        | 8          | 0         |
| Necaxa               | 1 – 3     | Tijuana     | Victoria                | 14 de febrero | 16:00     | 264          | 4          | 0         |
| Santos Laguna        | 1 – 3     | Pachuca     | Corona                  | 14 de febrero | 17:00     | 252          | 3          | 0         |
| Pumas UNAM           | 1 – 3     | América     | Olímpico Universitario  | 14 de febrero | 18:00     | 5,886        | 2          | 4         |
| Monterrey            | 1 – 5     | Tigres UANL | BBVA                    | 14 de febrero | 20:10     | 21,748       | 2          | 0         |
| Atlético de San Luis | 1 – 2     | Querétaro   | Alfonso Lastras Ramírez | 15 de febrero | 17:00     | 859          | 6          | 1         |
| Puebla               | 0 – 5     | Cruz Azul   | Cuauhtémoc              | 16 de febrero | 12:00     | 521          | 4          | 1         |
| León                 | 4 – 3     | Atlas       | Nou Camp                | 16 de febrero | 16:00     | 510          | 6          | 0         |
| Juárez               | 0 – 1     | Mazatlán    | Olímpico Benito Juárez  | 16 de febrero | 19:00     | 1,758        | 2          | 0         |

| Jornada 10  | Jornada 10 | Jornada 10           | Jornada 10                | Jornada 10    | Jornada 10 | Jornada 10   | Jornada 10 | Jornada 10 |
| Local       | Resultado  | Visitante            | Estadio                   | Fecha         | Hora       | Espectadores | Amonestado | Expulsado  |
| ----------- | ---------- | -------------------- | ------------------------- | ------------- | ---------- | ------------ | ---------- | ---------- |
| América     | 4 – 0      | Atlético de San Luis | Ciudad de los Deportes    | 28 de febrero | 20:00      | 1,942        | 3          | 1          |
| Tijuana     | 2 – 3      | León                 | Caliente                  | 2 de marzo    | 18:00      | 1,133        | 6          | 0          |
| Mazatlán    | 3 – 0      | Puebla               | El Encanto                | 2 de marzo    | 20:00      | 106          | 6          | 0          |
| Cruz Azul   | 2 – 3      | Monterrey            | Instalaciones de La Noria | 3 de marzo    | 15:45      | 244          | 2          | 0          |
| Pachuca     | 1 – 0      | Necaxa               | Hidalgo                   | 3 de marzo    | 17:00      | 1,183        | 1          | 0          |
| Atlas       | 0 – 1      | Pumas UNAM           | Jalisco                   | 3 de marzo    | 19:00      | 303          | 4          | 0          |
| Tigres UANL | 2 – 0      | Guadalajara          | Universitario             | 3 de marzo    | 19:00      | 5,293        | 4          | 0          |
| Toluca      | 3 – 1      | Juárez               | Nemesio Díez              | 4 de marzo    | 17:00      | 2,598        | 4          | 0          |
| Querétaro   | 3 – 0      | Santos Laguna        | Corregidora               | 4 de marzo    | 19:00      | 286          | 3          | 0          |

| Jornada 11           | Jornada 11 | Jornada 11  | Jornada 11              | Jornada 11  | Jornada 11 | Jornada 11   | Jornada 11 | Jornada 11 |
| Local                | Resultado  | Visitante   | Estadio                 | Fecha       | Hora       | Espectadores | Amonestado | Expulsado  |
| -------------------- | ---------- | ----------- | ----------------------- | ----------- | ---------- | ------------ | ---------- | ---------- |
| Monterrey            | 2 – 2      | Pachuca     | BBVA                    | 6 de marzo  | 19:00      | 6,691        | 3          | 0          |
| Pumas UNAM           | 5 – 0      | Mazatlán    | Olímpico Universitario  | 7 de marzo  | 16:00      | 9,864        | 3          | 1          |
| Necaxa               | 0 – 4      | Tigres UANL | Victoria                | 7 de marzo  | 17:00      | 1,709        | 2          | 0          |
| Guadalajara          | 1 – 1      | América     | Jalisco                 | 7 de marzo  | 19:00      | 10,371       | 2          | 1          |
| Puebla               | 2 – 2      | Tijuana     | Cuauhtémoc              | 9 de marzo  | 12:00      | 331          | 4          | 0          |
| Atlético de San Luis | 1 – 0      | Toluca      | Alfonso Lastras Ramírez | 9 de marzo  | 17:00      | 913          | 4          | 0          |
| Juárez               | 1 – 0      | Atlas       | Olímpico Benito Juárez  | 9 de marzo  | 17:00      | 1,353        | 4          | 2          |
| León                 | 0 – 0      | Querétaro   | Nou Camp                | 10 de marzo | 19:00      | 402          | 3          | 0          |
| Santos Laguna        | 0 – 1      | Cruz Azul   | Corona                  | 10 de marzo | 19:00      | 380          | 9          | 0          |

| Jornada 12  | Jornada 12 | Jornada 12           | Jornada 12                | Jornada 12  | Jornada 12 | Jornada 12   | Jornada 12 | Jornada 12 |
| Local       | Resultado  | Visitante            | Estadio                   | Fecha       | Hora       | Espectadores | Amonestado | Expulsado  |
| ----------- | ---------- | -------------------- | ------------------------- | ----------- | ---------- | ------------ | ---------- | ---------- |
| América     | 7 – 0      | Puebla               | Cancha Centenario No. 5   | 12 de marzo | 15:45      | 575          | 1          | 1          |
| Pachuca     | 1 – 1      | Pumas UNAM           | Hidalgo                   | 12 de marzo | 19:00      | 1,564        | 1          | 0          |
| Cruz Azul   | 2 – 1      | Toluca               | Instalaciones de La Noria | 13 de marzo | 15:45      | 205          | 4          | 0          |
| Querétaro   | 1 – 1      | Guadalajara          | Corregidora               | 13 de marzo | 17:00      | 916          | 8          | 0          |
| Necaxa      | 1 – 0      | León                 | Victoria                  | 13 de marzo | 18:00      | 318          | 5          | 1          |
| Atlas       | 2 – 1      | Monterrey            | Jalisco                   | 13 de marzo | 19:00      | 353          | 0          | 0          |
| Tijuana     | 2 – 2      | Juárez               | Caliente                  | 13 de marzo | 21:00      | 233          | 3          | 0          |
| Mazatlán    | 0 – 0      | Atlético de San Luis | El Encanto                | 14 de marzo | 19:00      | 159          | 7          | 0          |
| Tigres UANL | 5 – 0      | Santos Laguna        | Universitario             | 14 de marzo | 21:06      | 4,563        | 4          | 0          |

| Jornada 13           | Jornada 13 | Jornada 13  | Jornada 13              | Jornada 13    | Jornada 13 | Jornada 13   | Jornada 13 | Jornada 13 |
| Local                | Resultado  | Visitante   | Estadio                 | Fecha         | Hora       | Espectadores | Amonestado | Expulsado  |
| -------------------- | ---------- | ----------- | ----------------------- | ------------- | ---------- | ------------ | ---------- | ---------- |
| Toluca               | 3 – 0      | Necaxa      | Nemesio Díez            | 27 de febrero | 18:00      | 2,668        | 4          | 0          |
| Puebla               | 0 – 1      | Pachuca     | Cuauhtémoc              | 16 de marzo   | 12:00      | 327          | 2          | 0          |
| Juárez               | 1 – 1      | América     | Olímpico Benito Juárez  | 16 de marzo   | 19:00      | 3,979        | 2          | 0          |
| Pumas UNAM           | 1 – 0      | Tijuana     | Olímpico Universitario  | 17 de marzo   | 16:00      | 2,492        | 6          | 1          |
| Tigres UANL          | 7 – 0      | Mazatlán    | Universitario           | 17 de marzo   | 19:00      | 5,191        | 0          | 0          |
| León                 | 1 – 3      | Guadalajara | Nou Camp                | 17 de marzo   | 19:00      | 2,810        | 5          | 0          |
| Atlético de San Luis | 1 – 5      | Cruz Azul   | Alfonso Lastras Ramírez | 18 de marzo   | 17:00      | 654          | 5          | 0          |
| Atlas                | 1 – 0      | Querétaro   | Jalisco                 | 18 de marzo   | 19:00      | 384          | 4          | 1          |
| Santos Laguna        | 1 – 3      | Monterrey   | Corona                  | 18 de marzo   | 21:00      | 613          | 4          | 0          |

| Jornada 14  | Jornada 14 | Jornada 14           | Jornada 14                | Jornada 14  | Jornada 14 | Jornada 14   | Jornada 14 | Jornada 14 |
| Local       | Resultado  | Visitante            | Estadio                   | Fecha       | Hora       | Espectadores | Amonestado | Expulsado  |
| ----------- | ---------- | -------------------- | ------------------------- | ----------- | ---------- | ------------ | ---------- | ---------- |
| Pachuca     | 2 – 3      | Toluca               | Hidalgo                   | 20 de marzo | 19:00      | 1,219        | 5          | 1          |
| Tijuana     | 1 – 1      | Mazatlán             | Caliente                  | 21 de marzo | 21:00      | 1,033        | 2          | 2          |
| Cruz Azul   | 1 – 2      | León                 | Instalaciones de La Noria | 22 de marzo | 15:45      | 245          | 12         | 2          |
| Necaxa      | 3 – 0      | Atlético de San Luis | Victoria                  | 22 de marzo | 18:00      | 546          | 6          | 0          |
| América     | 2 – 1      | Tigres UANL          | Ciudad de los Deportes    | 22 de marzo | 20:10      | 7,700        | 7          | 2          |
| Puebla      | 2 – 1      | Santos Laguna        | Cuauhtémoc                | 23 de marzo | 12:00      | 341          | 2          | 0          |
| Guadalajara | 2 – 0      | Atlas                | Verde Valle               | 23 de marzo | 16:00      | 159          | 1          | 0          |
| Querétaro   | 2 – 2      | Pumas UNAM           | CEGAR - Cancha 1          | 24 de marzo | 15:45      | 0            | 9          | 0          |
| Monterrey   | 2 – 1      | Juárez               | BBVA                      | 24 de marzo | 20:00      | 5,539        | 6          | 0          |

| Jornada 15           | Jornada 15 | Jornada 15 | Jornada 15                | Jornada 15  | Jornada 15 | Jornada 15   | Jornada 15 | Jornada 15 |
| Local                | Resultado  | Visitante  | Estadio                   | Fecha       | Hora       | Espectadores | Amonestado | Expulsado  |
| -------------------- | ---------- | ---------- | ------------------------- | ----------- | ---------- | ------------ | ---------- | ---------- |
| Tijuana              | 0 – 0      | Pachuca    | Caliente                  | 24 de marzo | 19:05      | 833          | 1          | 0          |
| Cruz Azul            | 0 – 0      | Querétaro  | Instalaciones de La Noria | 28 de marzo | 15:45      | 198          | 2          | 0          |
| Mazatlán             | 3 – 1      | Necaxa     | El Encanto                | 28 de marzo | 18:00      | 273          | 4          | 0          |
| Santos Laguna        | 0 – 3      | América    | Corona                    | 28 de marzo | 20:00      | 1,876        | 1          | 0          |
| León                 | 2 – 3      | Pumas UNAM | Nou Camp                  | 29 de marzo | 17:00      | 861          | 3          | 1          |
| Toluca               | 2 – 2      | Monterrey  | Nemesio Díez              | 30 de marzo | 12:00      | 3,970        | 2          | 0          |
| Atlético de San Luis | 0 – 4      | Atlas      | Alfonso Lastras Ramírez   | 30 de marzo | 17:00      | 771          | 4          | 0          |
| Guadalajara          | 3 – 0      | Puebla     | Akron                     | 30 de marzo | 17:00      | 3,240        | 1          | 0          |
| Tigres UANL          | 0 – 0      | Juárez     | Universitario             | 30 de marzo | 19:06      | 4,631        | 5          | 2          |

| Jornada 16 | Jornada 16 | Jornada 16           | Jornada 16             | Jornada 16  | Jornada 16 | Jornada 16   | Jornada 16 | Jornada 16 |
| Local      | Resultado  | Visitante            | Estadio                | Fecha       | Hora       | Espectadores | Amonestado | Expulsado  |
| ---------- | ---------- | -------------------- | ---------------------- | ----------- | ---------- | ------------ | ---------- | ---------- |
| Necaxa     | 1 – 0      | Cruz Azul            | Victoria               | 12 de abril | 16:00      | 715          | 4          | 0          |
| Puebla     | 1 – 3      | Toluca               | Cuauhtémoc             | 13 de abril | 12:00      | 456          | 1          | 0          |
| Pumas UNAM | 2 – 0      | Tigres UANL          | Olímpico Universitario | 13 de abril | 12:00      | 5,183        | 4          | 0          |
| Atlas      | 4 – 1      | Mazatlán             | Jalisco                | 13 de abril | 17:00      | 383          | 1          | 0          |
| Juárez     | 2 – 0      | Atlético de San Luis | Olímpico Benito Juárez | 13 de abril | 17:00      | 1,560        | 5          | 0          |
| América    | 4 – 1      | Tijuana              | Ciudad de los Deportes | 13 de abril | 17:00      | 5,776        | 2          | 1          |
| Pachuca    | 1 – 0      | Guadalajara          | Hidalgo                | 13 de abril | 19:00      | 8,412        | 0          | 0          |
| León       | 3 – 1      | Santos Laguna        | Nou Camp               | 14 de abril | 19:00      | 3,040        | 0          | 0          |
| Monterrey  | 3 – 1      | Querétaro            | BBVA                   | 14 de abril | 20:00      | 9,107        | 7          | 0          |

| Jornada 17           | Jornada 17 | Jornada 17    | Jornada 17                | Jornada 17  | Jornada 17 | Jornada 17   | Jornada 17 | Jornada 17 |
| Local                | Resultado  | Visitante     | Estadio                   | Fecha       | Hora       | Espectadores | Amonestado | Expulsado  |
| -------------------- | ---------- | ------------- | ------------------------- | ----------- | ---------- | ------------ | ---------- | ---------- |
| Cruz Azul            | 5 – 0      | Juárez        | Instalaciones de La Noria | 17 de abril | 15:45      | 231          | 5          | 0          |
| Atlético de San Luis | 1 – 0      | Puebla        | Alfonso Lastras Ramírez   | 17 de abril | 17:00      | 525          | 2          | 1          |
| Guadalajara          | 0 – 0      | Pumas UNAM    | Akron                     | 17 de abril | 19:05      | 6,256        | 2          | 0          |
| Mazatlán             | 1 – 2      | Santos Laguna | El Encanto                | 17 de abril | 21:06      | 307          | 1          | 0          |
| Querétaro            | 1 – 0      | Necaxa        | Corregidora               | 18 de abril | 17:00      | 404          | 4          | 1          |
| Toluca               | 4 – 3      | América       | Nemesio Díez              | 18 de abril | 17:00      | 8,281        | 2          | 0          |
| Pachuca              | 0 – 0      | Tigres UANL   | Hidalgo                   | 18 de abril | 19:00      | 5,151        | 4          | 0          |
| Tijuana              | 0 – 1      | Atlas         | Caliente                  | 18 de abril | 19:00      | 1,333        | 1          | 1          |
| Monterrey            | 2 – 0      | León          | BBVA                      | 18 de abril | 20:10      | 9,851        | 1          | 0          |

## Tabla general
| Pos. | Equipo            | Pts. | PJ | G  | E | P  | GF | GC | Dif. | Clasificación    |
| ---- | ----------------- | ---- | -- | -- | - | -- | -- | -- | ---- | ---------------- |
| 1    | América           | 41   | 17 | 13 | 2 | 2  | 60 | 14 | +46  | Cuartos de final |
| 2    | Pachuca (C)       | 38   | 17 | 11 | 5 | 1  | 40 | 14 | +26  | Cuartos de final |
| 3    | Pumas UNAM        | 37   | 17 | 11 | 4 | 2  | 36 | 13 | +23  | Cuartos de final |
| 4    | Monterrey         | 33   | 17 | 10 | 3 | 4  | 41 | 23 | +18  | Cuartos de final |
| 5    | Tigres UANL       | 31   | 17 | 9  | 4 | 4  | 41 | 14 | +27  | Cuartos de final |
| 6    | Guadalajara       | 30   | 17 | 8  | 6 | 3  | 28 | 10 | +18  | Cuartos de final |
| 7    | Atlas             | 28   | 17 | 9  | 1 | 7  | 30 | 22 | +8   | Cuartos de final |
| 8    | Juárez            | 26   | 17 | 7  | 5 | 5  | 21 | 23 | −2   | Cuartos de final |
| 9    | Querétaro         | 24   | 17 | 6  | 6 | 5  | 18 | 26 | −8   |                  |
| 10   | Cruz Azul         | 23   | 17 | 6  | 5 | 6  | 32 | 19 | +13  |                  |
| 11   | Toluca            | 23   | 17 | 7  | 2 | 8  | 29 | 30 | −1   |                  |
| 12   | León              | 21   | 17 | 6  | 3 | 8  | 23 | 33 | −10  |                  |
| 13   | Tijuana           | 19   | 17 | 4  | 7 | 6  | 22 | 24 | −2   |                  |
| 14   | Atlético San Luis | 19   | 17 | 6  | 1 | 10 | 13 | 32 | −19  |                  |
| 15   | Necaxa            | 13   | 17 | 4  | 1 | 12 | 13 | 39 | −26  |                  |
| 16   | Mazatlán          | 11   | 17 | 3  | 2 | 12 | 12 | 57 | −45  |                  |
| 17   | Santos Laguna     | 6    | 17 | 2  | 0 | 15 | 15 | 45 | −30  |                  |
| 18   | Puebla            | 6    | 17 | 1  | 3 | 13 | 8  | 44 | −36  |                  |

Actualizado a los partidos jugados el 18 de abril de 2025.
 Fuente: Página oficial
Criterios de clasificación: Puntos · Diferencia de goles · Goles a favor · Play-off

### Evolución de la clasificación
Fecha de actualización: 18 de abril de 2025
| Jornada           | 1  | 2  | 3  | 4  | 5  | 6  | 7  | 8  | 9  | 10  | 11  | 12  | 13 | 14 | 15 | 16 | 17 |
| ----------------- | -- | -- | -- | -- | -- | -- | -- | -- | -- | --- | --- | --- | -- | -- | -- | -- | -- |
| América           | 8  | 2  | 1  | 1  | 1  | 2  | 2  | 2  | 2  | 2   | 2   | 1   | 2  | 1  | 1  | 1  | 1  |
| Pachuca           | 2  | 3  | 2  | 2  | 2  | 1  | 1  | 1  | 1  | 1   | 1   | 2   | 1  | 2+ | 2  | 2  | 2  |
| Pumas UNAM        | 6  | 10 | 7  | 7  | 5  | 4  | 5  | 3  | 3  | 3   | 3   | 4   | 4  | 3  | 3  | 3  | 3  |
| Monterrey         | 1  | 1  | 6  | 3  | 3  | 5  | 4  | 5  | 7  | 5   | 5   | 7   | 6  | 6  | 6  | 5  | 4  |
| Tigres UANL       | 12 | 8  | 11 | 12 | 9  | 9  | 8  | 7  | 5  | 4   | 4   | 3   | 3  | 4  | 4  | 4  | 5  |
| Guadalajara       | 3  | 4  | 3  | 5  | 8  | 7  | 6  | 6  | 4  | 6   | 7   | 6   | 5  | 5  | 5  | 6  | 6  |
| Atlas             | 13 | 14 | 12 | 15 | 12 | 12 | 10 | 8  | 10 | 11  | 13  | 11  | 9  | 11 | 8  | 8  | 7  |
| Juárez            | 4  | 5  | 4  | 6  | 4  | 3  | 3  | 4  | 6  | 7   | 6   | 5   | 7  | 7  | 7  | 7  | 8  |
| Querétaro         | 17 | 18 | 14 | 9  | 7  | 8  | 11 | 11 | 9  | 8   | 8   | 8   | 10 | 8  | 9  | 10 | 9  |
| Cruz Azul         | 11 | 12 | 15 | 13 | 11 | 11 | 12 | 13 | 13 | 14  | 12  | 10  | 8  | 9  | 10 | 11 | 10 |
| Toluca            | 9  | 6  | 9  | 11 | 14 | 14 | 14 | 14 | 14 | 12+ | 14+ | 14+ | 14 | 13 | 13 | 12 | 11 |
| León              | 10 | 13 | 10 | 10 | 13 | 13 | 13 | 12 | 12 | 10  | 10  | 13  | 13 | 12 | 12 | 9  | 12 |
| Tijuana           | 7  | 7  | 5  | 8  | 10 | 10 | 9  | 9  | 8  | 9   | 9   | 9   | 11 | 10 | 11 | 13 | 13 |
| Atlético San Luis | 14 | 11 | 8  | 4  | 6  | 6  | 7  | 10 | 11 | 13  | 11  | 12  | 12 | 14 | 14 | 14 | 14 |
| Necaxa            | 16 | 15 | 17 | 16 | 16 | 15 | 15 | 15 | 15 | 16+ | 16+ | 15+ | 15 | 15 | 16 | 15 | 15 |
| Mazatlán          | 18 | 17 | 18 | 18 | 18 | 18 | 18 | 18 | 17 | 15  | 15  | 16  | 16 | 16 | 15 | 16 | 16 |
| Santos Laguna     | 5  | 9  | 13 | 14 | 15 | 16 | 16 | 16 | 16 | 17  | 17  | 17  | 17 | 18 | 18 | 18 | 17 |
| Puebla            | 15 | 16 | 16 | 17 | 17 | 17 | 17 | 17 | 18 | 18  | 18  | 18  | 18 | 17 | 17 | 17 | 18 |

- (+) Indica la posición del equipo con un partido adelantado.

## Tabla general de la temporada
La siguiente tabla contiene la suma de los puntos conseguidos entre los Torneos Apertura 2024 y Clausura 2025 y será utilizada para determinar los equipos clasificados a la Copa de Campeones Femenina de la Concacaf 2025-26, siendo las campeonas de los dos torneos y el equipo subcampeón mejor ubicado en la tabla general acumulada los que clasifiquen a la competición internacional.
| Pos. | Equipo            | Pts. | PJ | G  | E  | P  | GF  | GC  | Dif. | Clasificación                                  |
| ---- | ----------------- | ---- | -- | -- | -- | -- | --- | --- | ---- | ---------------------------------------------- |
| 1    | América           | 81   | 34 | 25 | 6  | 3  | 115 | 25  | +90  | Fase de grupos de la Copa de Campeones 2025-26 |
| 2    | Pachuca           | 75   | 34 | 22 | 9  | 3  | 82  | 30  | +52  | Fase de grupos de la Copa de Campeones 2025-26 |
| 3    | Monterrey         | 75   | 34 | 23 | 6  | 5  | 82  | 34  | +48  | Fase de grupos de la Copa de Campeones 2025-26 |
| 4    | Tigres UANL       | 72   | 34 | 22 | 6  | 6  | 82  | 26  | +56  |                                                |
| 5    | Pumas UNAM        | 66   | 34 | 20 | 6  | 8  | 69  | 44  | +25  |                                                |
| 6    | Guadalajara       | 60   | 34 | 17 | 9  | 8  | 62  | 35  | +27  |                                                |
| 7    | Juárez            | 58   | 34 | 17 | 7  | 10 | 53  | 37  | +16  |                                                |
| 8    | Atlas             | 53   | 34 | 16 | 5  | 13 | 53  | 49  | +4   |                                                |
| 9    | Toluca            | 49   | 34 | 15 | 4  | 15 | 60  | 60  | 0    |                                                |
| 10   | Querétaro         | 49   | 34 | 13 | 10 | 11 | 38  | 49  | −11  |                                                |
| 11   | Tijuana           | 44   | 34 | 12 | 8  | 14 | 58  | 55  | +3   |                                                |
| 12   | Cruz Azul         | 43   | 34 | 12 | 7  | 15 | 57  | 46  | +11  |                                                |
| 13   | León              | 40   | 34 | 11 | 7  | 16 | 37  | 56  | −19  |                                                |
| 14   | Atlético San Luis | 29   | 34 | 8  | 5  | 21 | 28  | 73  | −45  |                                                |
| 15   | Mazatlán          | 21   | 34 | 6  | 3  | 25 | 26  | 112 | −86  |                                                |
| 16   | Necaxa            | 20   | 34 | 6  | 2  | 26 | 21  | 83  | −62  |                                                |
| 17   | Puebla            | 15   | 34 | 3  | 6  | 25 | 21  | 73  | −52  |                                                |
| 18   | Santos Laguna     | 14   | 34 | 4  | 2  | 28 | 26  | 83  | −57  |                                                |

Actualizado a los partidos jugados el 18 de abril de 2025.
 Fuente: Página oficial
Criterios de clasificación: Puntos · Diferencia de goles · Goles a favor · Play-off
Notas:
1. ↑  Subcampeón del Clausura 2025, clasificado tras estar mejor posicionado en la tabla general acumulada por encima del subcampeón del Torneo Apertura 2024, Tigres UANL.
2. ↑  Campeón del Clausura 2025.
3. ↑  Campeón del Apertura 2024.

## Liguilla
|  | Cuartos de final                                                         | Cuartos de final                                                         | Cuartos de final                                                         | Cuartos de final                                                         | Cuartos de final                                                         |   |   | Semifinales                                                | Semifinales                                                | Semifinales                                                | Semifinales                                                | Semifinales                                                |  |   | Final                                               | Final                                               | Final                                               | Final                                               | Final                                               |  |
|  | 23, 24 y 25 de abril de 2025 (ida) 26, 27 y 28 de abril de 2025 (vuelta) | 23, 24 y 25 de abril de 2025 (ida) 26, 27 y 28 de abril de 2025 (vuelta) | 23, 24 y 25 de abril de 2025 (ida) 26, 27 y 28 de abril de 2025 (vuelta) | 23, 24 y 25 de abril de 2025 (ida) 26, 27 y 28 de abril de 2025 (vuelta) | 23, 24 y 25 de abril de 2025 (ida) 26, 27 y 28 de abril de 2025 (vuelta) |   |   | 1 y 2 de mayo de 2025 (ida) 4 y 5 de mayo de 2025 (vuelta) | 1 y 2 de mayo de 2025 (ida) 4 y 5 de mayo de 2025 (vuelta) | 1 y 2 de mayo de 2025 (ida) 4 y 5 de mayo de 2025 (vuelta) | 1 y 2 de mayo de 2025 (ida) 4 y 5 de mayo de 2025 (vuelta) | 1 y 2 de mayo de 2025 (ida) 4 y 5 de mayo de 2025 (vuelta) |  |   | 9 de mayo de 2025 (ida) 12 de mayo de 2025 (vuelta) | 9 de mayo de 2025 (ida) 12 de mayo de 2025 (vuelta) | 9 de mayo de 2025 (ida) 12 de mayo de 2025 (vuelta) | 9 de mayo de 2025 (ida) 12 de mayo de 2025 (vuelta) | 9 de mayo de 2025 (ida) 12 de mayo de 2025 (vuelta) |  |
|  |                                                                          |                                                                          |                                                                          |                                                                          |                                                                          |   |   |                                                            |                                                            |                                                            |                                                            |                                                            |  |   |                                                     |                                                     |                                                     |                                                     |                                                     |  |
|  |                                                                          |                                                                          |                                                                          |                                                                          |                                                                          |   |   |                                                            |                                                            |                                                            |                                                            |                                                            |  |   |                                                     |                                                     |                                                     |                                                     |                                                     |  |
|  | 1                                                                        | América                                                                  | 2                                                                        | 5                                                                        | 7                                                                        |   |   |                                                            |                                                            |                                                            |                                                            |                                                            |  |   |                                                     |                                                     |                                                     |                                                     |                                                     |  |
|  | 1                                                                        | América                                                                  | 2                                                                        | 5                                                                        | 7                                                                        |   |   |                                                            |                                                            |                                                            |                                                            |                                                            |  |   |                                                     |                                                     |                                                     |                                                     |                                                     |  |
|  | 8                                                                        | Juárez                                                                   | 2                                                                        | 0                                                                        | 2                                                                        |   |   |                                                            |                                                            |                                                            |                                                            |                                                            |  |   |                                                     |                                                     |                                                     |                                                     |                                                     |  |
|  | 8                                                                        | Juárez                                                                   | 2                                                                        | 0                                                                        | 2                                                                        |   | 1 | América                                                    | 2                                                          | 2                                                          | 4                                                          |                                                            |  |   |                                                     |                                                     |                                                     |                                                     |                                                     |  |
|  |                                                                          |                                                                          |                                                                          |                                                                          |                                                                          |   | 1 | América                                                    | 2                                                          | 2                                                          | 4                                                          |                                                            |  |   |                                                     |                                                     |                                                     |                                                     |                                                     |  |
|  |                                                                          |                                                                          | 6                                                                        | Guadalajara                                                              | 2                                                                        | 0 | 2 |                                                            |                                                            |                                                            |                                                            |                                                            |  |   |                                                     |                                                     |                                                     |                                                     |                                                     |  |
|  | 3                                                                        | Pumas UNAM                                                               | 6                                                                        | Guadalajara                                                              | 2                                                                        | 0 | 2 | 0                                                          | 0                                                          | 0                                                          |                                                            |                                                            |  |   |                                                     |                                                     |                                                     |                                                     |                                                     |  |
|  | 3                                                                        | Pumas UNAM                                                               |                                                                          |                                                                          |                                                                          |   |   |                                                            |                                                            | 0                                                          |                                                            |                                                            |  |   |                                                     |                                                     |                                                     |                                                     |                                                     |  |
|  | 6                                                                        | Guadalajara                                                              | 2                                                                        | 1                                                                        | 3                                                                        |   |   |                                                            |                                                            |                                                            |                                                            |                                                            |  |   |                                                     |                                                     |                                                     |                                                     |                                                     |  |
|  | 6                                                                        | Guadalajara                                                              | 2                                                                        | 1                                                                        | 3                                                                        |   |   |                                                            |                                                            |                                                            |                                                            |                                                            |  | 1 | América                                             | 0                                                   | 2                                                   | 2                                                   |                                                     |  |
|  |                                                                          |                                                                          |                                                                          |                                                                          |                                                                          |   |   |                                                            |                                                            |                                                            |                                                            |                                                            |  | 1 | América                                             | 0                                                   | 2                                                   | 2                                                   |                                                     |  |
|  |                                                                          |                                                                          | 2                                                                        | Pachuca                                                                  | 3                                                                        | 0 | 3 |                                                            |                                                            |                                                            |                                                            |                                                            |  |   |                                                     |                                                     |                                                     |                                                     |                                                     |  |
|  | 2                                                                        | Pachuca                                                                  | 2                                                                        | Pachuca                                                                  | 3                                                                        | 0 | 3 | 1                                                          | 4                                                          | 5                                                          |                                                            |                                                            |  |   |                                                     |                                                     |                                                     |                                                     |                                                     |  |
|  | 2                                                                        | Pachuca                                                                  |                                                                          |                                                                          |                                                                          |   |   |                                                            |                                                            | 5                                                          |                                                            |                                                            |  |   |                                                     |                                                     |                                                     |                                                     |                                                     |  |
|  | 7                                                                        | Atlas                                                                    | 1                                                                        | 1                                                                        | 2                                                                        |   |   |                                                            |                                                            |                                                            |                                                            |                                                            |  |   |                                                     |                                                     |                                                     |                                                     |                                                     |  |
|  | 7                                                                        | Atlas                                                                    | 1                                                                        | 1                                                                        | 2                                                                        |   | 2 | Pachuca                                                    | 0                                                          | 4                                                          | 4                                                          |                                                            |  |   |                                                     |                                                     |                                                     |                                                     |                                                     |  |
|  |                                                                          |                                                                          |                                                                          |                                                                          |                                                                          |   | 2 | Pachuca                                                    | 0                                                          | 4                                                          | 4                                                          |                                                            |  |   |                                                     |                                                     |                                                     |                                                     |                                                     |  |
|  |                                                                          |                                                                          | 4                                                                        | Monterrey                                                                | 1                                                                        | 1 | 2 |                                                            |                                                            |                                                            |                                                            |                                                            |  |   |                                                     |                                                     |                                                     |                                                     |                                                     |  |
|  | 4                                                                        | Monterrey (*)                                                            | 4                                                                        | Monterrey                                                                | 1                                                                        | 1 | 2 | 1                                                          | 1                                                          | 2                                                          |                                                            |                                                            |  |   |                                                     |                                                     |                                                     |                                                     |                                                     |  |
|  | 4                                                                        | Monterrey (*)                                                            |                                                                          |                                                                          |                                                                          |   |   |                                                            |                                                            | 2                                                          |                                                            |                                                            |  |   |                                                     |                                                     |                                                     |                                                     |                                                     |  |
|  | 5                                                                        | Tigres UANL                                                              | 1                                                                        | 1                                                                        | 2                                                                        |   |   |                                                            |                                                            |                                                            |                                                            |                                                            |  |   |                                                     |                                                     |                                                     |                                                     |                                                     |  |
|  | 5                                                                        | Tigres UANL                                                              | 1                                                                        | 1                                                                        | 2                                                                        |   |   |                                                            |                                                            |                                                            |                                                            |                                                            |  |   |                                                     |                                                     |                                                     |                                                     |                                                     |  |
|  |                                                                          |                                                                          |                                                                          |                                                                          |                                                                          |   |   |                                                            |                                                            |                                                            |                                                            |                                                            |  |   |                                                     |                                                     |                                                     |                                                     |                                                     |  |

(*) Avanza por mejor posición en la tabla 

### Cuartos de final

#### América – Juárez
| 23 de abril de 2025 | Juárez                                 | 2:2 (0:0) | América                          | Estadio Olímpico Benito Juárez, Ciudad Juárez, Chihuahua |                                      |
| 21:00 (UTC-6)       | J. Casárez 69' · L. Mercado 88' (pen.) | Reporte   | S. Camberos 55' · N. Mauleón 58' | Árbitro(s): José Maximiliano Negrete                     | Árbitro(s): José Maximiliano Negrete |

| 26 de abril de 2025                                         | América                                                       | 5:0 (4:0) (Global 7:2) | Juárez | Estadio de la Ciudad de los Deportes, Ciudad de México   |                                                          |
| 19:00 (UTC-6)                                               | C. Okeke 25', 45+2' · N. Hernández 28' · M. Saldívar 41', 57' | Reporte                |        | Asistencia: 8423 espectadores Árbitra: Diana Pérez Borja | Asistencia: 8423 espectadores Árbitra: Diana Pérez Borja |
| América avanzó a Semifinales con un marcador global de 7–2. |                                                               |                        |        |                                                          |                                                          |

#### Pachuca – Atlas
| 23 de abril de 2025 | Atlas        | 1:1 (1:0) | Pachuca       | Estadio Jalisco, Guadalajara, Jalisco                      |                                                            |
| 19:00 (UTC-6)       | M. Salas 45' | Reporte   | C. Corral 64' | Asistencia: 1285 espectadores Árbitra: Ana Paola Hernández | Asistencia: 1285 espectadores Árbitra: Ana Paola Hernández |

| 26 de abril de 2025                                         | Pachuca                                                | 4:1 (1:0) (Global 5:2) | Atlas        | Estadio Hidalgo, Pachuca, Hidalgo |                               |
| 21:00 (UTC-6)                                               | A. Oke 13' · C. Corral 60' (pen.), 72' · D. Flores 84' | Reporte                | M. Salas 68' | Árbitra: Priscila Pérez Borja     | Árbitra: Priscila Pérez Borja |
| Pachuca avanzó a Semifinales con un marcador global de 5–2. |                                                        |                        |              |                                   |                               |

#### Pumas UNAM – Guadalajara
| 24 de abril de 2025 | Guadalajara                       | 2:0 (0:0) | Pumas UNAM | Estadio Akron, Zapopan, Jalisco |                               |
| 19:00 (UTC-6)       | V. Salazar 60' · A. Cervantes 78' | Reporte   |            | Árbitro(s): Carlos Iván Trejo   | Árbitro(s): Carlos Iván Trejo |

| 27 de abril de 2025                                             | Pumas UNAM | 0:1 (0:0) (Global 0:3) | Guadalajara      | Estadio Olímpico Universitario, Ciudad de México |                         |
| 12:00 (UTC-6)                                                   |            | Reporte                | A. Cervantes 69' | Árbitra: Ximena Márquez                          | Árbitra: Ximena Márquez |
| Guadalajara avanzó a Semifinales con un marcador global de 3–0. |            |                        |                  |                                                  |                         |

#### Monterrey – Tigres UANL
| 25 de abril de 2025 | Tigres UANL          | 1:1 (1:0) | Monterrey           | Estadio Universitario, San Nicolás de los Garza, Nuevo León |                                |
| 20:00 (UTC-6)       | L. Ovalle 15' (pen.) | Reporte   | C. Burkenroad 90+2' | Árbitro(s): Figo Rodolfo López                              | Árbitro(s): Figo Rodolfo López |

| 28 de abril de 2025                                                                                            | Monterrey           | 1:1 (0:1) (Global 2:2) | Tigres UANL      | Estadio BBVA, Guadalupe, Nuevo León |                                 |
| 20:00 (UTC-6)                                                                                                  | J. Seoposenwe 90+2' | Reporte                | J. Cordinali 37' | Árbitra: Francia María González     | Árbitra: Francia María González |
| Monterrey avanzó a Semifinales por su mejor posición en la tabla, tras un empate en el marcador global de 2–2. |                     |                        |                  |                                     |                                 |

### Semifinales

#### América – Guadalajara
| 1 de mayo de 2025 | Guadalajara                  | 2:2 (0:1) | América                                   | Estadio Akron, Zapopan, Jalisco |                              |
| 19:05 (UTC-6)     | A. Cervantes 53', 74' (pen.) | Reporte   | M. Saldívar 40' · N. Antonio 90+5' (pen.) | Árbitra: Ana Paola Hernández    | Árbitra: Ana Paola Hernández |

| 4 de mayo de 2025                                        | América                             | 2:0 (1:0) (Global 4:2) | Guadalajara | Estadio de la Ciudad de los Deportes, Ciudad de México        |                                                               |
| 17:00 (UTC-6)                                            | K. Palacios 45+2' · M. Saldívar 48' | Reporte                |             | Asistencia: 24 240 espectadores Árbitra: Priscila Pérez Borja | Asistencia: 24 240 espectadores Árbitra: Priscila Pérez Borja |
| América avanzó a la Final con un marcador global de 4–2. |                                     |                        |             |                                                               |                                                               |

#### Pachuca – Monterrey
| 2 de mayo de 2025 | Monterrey                  | 1:0 (1:0) | Pachuca | Estadio BBVA, Guadalupe, Nuevo León                     |                                                         |
| 20:00 (UTC-6)     | M. van Dongen 45+6' (pen.) | Reporte   |         | Asistencia: 18 488 espectadores Árbitra: Ximena Márquez | Asistencia: 18 488 espectadores Árbitra: Ximena Márquez |

| 5 de mayo de 2025                                        | Pachuca                                 | 4:1 (2:1) (Global 4:2) | Monterrey         | Estadio Hidalgo, Pachuca, Hidalgo |                            |
| 19:00 (UTC-6)                                            | C. Ihezuo 31', 62', 69' · K. Robles 44' | Reporte                | C. Burkenroad 19' | Árbitra: Diana Pérez Borja        | Árbitra: Diana Pérez Borja |
| Pachuca avanzó a la Final con un marcador global de 4–2. |                                         |                        |                   |                                   |                            |

### Final

#### América – Pachuca
| 9 de mayo de 2025 | Pachuca                                   | 3:0 (2:0) | América | Estadio Hidalgo, Pachuca, Hidalgo                             |                                                               |
| 20:00 (UTC-6)     | C. Corral 3', 14' (pen.) · N. Nicosia 52' | Reporte   |         | Asistencia: 20 033 espectadores Árbitra: Priscila Pérez Borja | Asistencia: 20 033 espectadores Árbitra: Priscila Pérez Borja |

| 12 de mayo de 2025                                                                  | América                       | 2:0 (1:0) (Global 2:3) | Pachuca | Estadio Ciudad de los Deportes, Ciudad de México |                            |
| 19:00 (UTC-6)                                                                       | I. Guerrero 36' · S. Camberos | Reporte                |         | Árbitra: Diana Pérez Borja                       | Árbitra: Diana Pérez Borja |
| Pachuca se proclamó campeón del Torneo Clausura 2025 con un marcador global de 3–2. |                               |                        |         |                                                  |                            |

#### Final - Ida
| 1     | POR   | Esthefanny Barreras |     |
| 2     | DEF   | Kenti Robles        |     |
| 3     | DEF   | Osinachi Ohale      |     |
| 23    | DEF   | Daniela Flores      |     |
| 8     | DEF   | Yirleidis Minota    |     |
| 6     | MED   | Karla Nieto         |     |
| 19    | MED   | Andrea Pereira      | 83' |
| 30    | MED   | Chinwendu Ihezuo    |     |
| 10    | MED   | Myra Delgadillo     | 79' |
| 17    | MED   | Ayooluwa Oke        | 18' |
| 9     | DEL   | Charlyn Corral      |     |
| D. T. | D. T. | Óscar Torres        |     |

| 1     | POR   | Sandra Paños        |     |
| 25    | DEF   | Jana Gutiérrez      |     |
| 3     | DEF   | Karina Rodríguez    |     |
| 2     | DEF   | Jocelyn Orejel      |     |
| 15    | DEF   | Kimberly Rodríguez  | 58' |
| 16    | DEF   | Sabrina Enciso      | 58' |
| 5     | MED   | Irene Guerrero      |     |
| 18    | MED   | Nancy Antonio       |     |
| 19    | MED   | Montserrat Saldívar | 58' |
| 10    | MED   | Scarlett Camberos   |     |
| 7     | DEL   | Kiana Palacios      |     |
| D. T. | D. T. | Ángel Villacampa    |     |

| 21 | Centrocampista | Nina Nicosia      | 18' |
| 13 | Defensa        | Alexandra Godínez | 79' |
| 27 | Centrocampista | Ella Sánchez      | 83' |

| 14 | Centrocampista | Alexa Soto      | 58' |
| 20 | Centrocampista | Nicki Hernández | 58' |
| 17 | Delantero      | Natalia Mauleón | 58' |

| 3' · 14' · 52' | Charlyn Corral Nina Nicosia | 1:0 2:0 3:0 |

| 71' | Myra Delgadillo |

| Principal  | Priscila Eritzel Pérez Borja   |
| Asistentes | María Fernanda Juárez Martínez |
|            | Karla Angélica Flores Ortega   |
| Cuarto     | Ana Paola Hernández Ortiz      |

| VAR            | Salvador Pérez Villalobos |
| Asistentes VAR | Karen Janett Díaz Medina  |

|  |                    | [[Archivo:\|border\|30px]] | [[Archivo:\|border\|30px]] |
|  | Tiros              | 11                         | 13                         |
|  | Tiros a puerta     | 4                          | 4                          |
|  | Faltas             | 8                          | 7                          |
|  | Saques de esquina  | 4                          | 8                          |
|  | Penaltis           | 1                          | 0                          |
|  | Fueras de juego    | 0                          | 0                          |
|  | Posesión del balón | 38%                        | 62%                        |

| 1     | POR   | Esthefanny Barreras |     |
| 2     | DEF   | Kenti Robles        |     |
| 3     | DEF   | Osinachi Ohale      |     |
| 23    | DEF   | Daniela Flores      |     |
| 8     | DEF   | Yirleidis Minota    |     |
| 6     | MED   | Karla Nieto         |     |
| 19    | MED   | Andrea Pereira      | 83' |
| 30    | MED   | Chinwendu Ihezuo    |     |
| 10    | MED   | Myra Delgadillo     | 79' |
| 17    | MED   | Ayooluwa Oke        | 18' |
| 9     | DEL   | Charlyn Corral      |     |
| D. T. | D. T. | Óscar Torres        |     |

| 1     | POR   | Sandra Paños        |     |
| 25    | DEF   | Jana Gutiérrez      |     |
| 3     | DEF   | Karina Rodríguez    |     |
| 2     | DEF   | Jocelyn Orejel      |     |
| 15    | DEF   | Kimberly Rodríguez  | 58' |
| 16    | DEF   | Sabrina Enciso      | 58' |
| 5     | MED   | Irene Guerrero      |     |
| 18    | MED   | Nancy Antonio       |     |
| 19    | MED   | Montserrat Saldívar | 58' |
| 10    | MED   | Scarlett Camberos   |     |
| 7     | DEL   | Kiana Palacios      |     |
| D. T. | D. T. | Ángel Villacampa    |     |

| 21 | Centrocampista | Nina Nicosia      | 18' |
| 13 | Defensa        | Alexandra Godínez | 79' |
| 27 | Centrocampista | Ella Sánchez      | 83' |

| 14 | Centrocampista | Alexa Soto      | 58' |
| 20 | Centrocampista | Nicki Hernández | 58' |
| 17 | Delantero      | Natalia Mauleón | 58' |

| 3' · 14' · 52' | Charlyn Corral Nina Nicosia | 1:0 2:0 3:0 |

| 71' | Myra Delgadillo |

| Principal  | Priscila Eritzel Pérez Borja   |
| Asistentes | María Fernanda Juárez Martínez |
|            | Karla Angélica Flores Ortega   |
| Cuarto     | Ana Paola Hernández Ortiz      |

| VAR            | Salvador Pérez Villalobos |
| Asistentes VAR | Karen Janett Díaz Medina  |

|  |                    | [[Archivo:\|border\|30px]] | [[Archivo:\|border\|30px]] |
|  | Tiros              | 11                         | 13                         |
|  | Tiros a puerta     | 4                          | 4                          |
|  | Faltas             | 8                          | 7                          |
|  | Saques de esquina  | 4                          | 8                          |
|  | Penaltis           | 1                          | 0                          |
|  | Fueras de juego    | 0                          | 0                          |
|  | Posesión del balón | 38%                        | 62%                        |

| 1     | POR   | Esthefanny Barreras |     |
| 2     | DEF   | Kenti Robles        |     |
| 3     | DEF   | Osinachi Ohale      |     |
| 23    | DEF   | Daniela Flores      |     |
| 8     | DEF   | Yirleidis Minota    |     |
| 6     | MED   | Karla Nieto         |     |
| 19    | MED   | Andrea Pereira      | 83' |
| 30    | MED   | Chinwendu Ihezuo    |     |
| 10    | MED   | Myra Delgadillo     | 79' |
| 17    | MED   | Ayooluwa Oke        | 18' |
| 9     | DEL   | Charlyn Corral      |     |
| D. T. | D. T. | Óscar Torres        |     |

| 1     | POR   | Sandra Paños        |     |
| 25    | DEF   | Jana Gutiérrez      |     |
| 3     | DEF   | Karina Rodríguez    |     |
| 2     | DEF   | Jocelyn Orejel      |     |
| 15    | DEF   | Kimberly Rodríguez  | 58' |
| 16    | DEF   | Sabrina Enciso      | 58' |
| 5     | MED   | Irene Guerrero      |     |
| 18    | MED   | Nancy Antonio       |     |
| 19    | MED   | Montserrat Saldívar | 58' |
| 10    | MED   | Scarlett Camberos   |     |
| 7     | DEL   | Kiana Palacios      |     |
| D. T. | D. T. | Ángel Villacampa    |     |

| 21 | Centrocampista | Nina Nicosia      | 18' |
| 13 | Defensa        | Alexandra Godínez | 79' |
| 27 | Centrocampista | Ella Sánchez      | 83' |

| 14 | Centrocampista | Alexa Soto      | 58' |
| 20 | Centrocampista | Nicki Hernández | 58' |
| 17 | Delantero      | Natalia Mauleón | 58' |

| 3' · 14' · 52' | Charlyn Corral Nina Nicosia | 1:0 2:0 3:0 |

| 71' | Myra Delgadillo |

| Principal  | Priscila Eritzel Pérez Borja   |
| Asistentes | María Fernanda Juárez Martínez |
|            | Karla Angélica Flores Ortega   |
| Cuarto     | Ana Paola Hernández Ortiz      |

| VAR            | Salvador Pérez Villalobos |
| Asistentes VAR | Karen Janett Díaz Medina  |

|  |                    | [[Archivo:\|border\|30px]] | [[Archivo:\|border\|30px]] |
|  | Tiros              | 11                         | 13                         |
|  | Tiros a puerta     | 4                          | 4                          |
|  | Faltas             | 8                          | 7                          |
|  | Saques de esquina  | 4                          | 8                          |
|  | Penaltis           | 1                          | 0                          |
|  | Fueras de juego    | 0                          | 0                          |
|  | Posesión del balón | 38%                        | 62%                        |

| 1     | POR   | Esthefanny Barreras |     |
| 2     | DEF   | Kenti Robles        |     |
| 3     | DEF   | Osinachi Ohale      |     |
| 23    | DEF   | Daniela Flores      |     |
| 8     | DEF   | Yirleidis Minota    |     |
| 6     | MED   | Karla Nieto         |     |
| 19    | MED   | Andrea Pereira      | 83' |
| 30    | MED   | Chinwendu Ihezuo    |     |
| 10    | MED   | Myra Delgadillo     | 79' |
| 17    | MED   | Ayooluwa Oke        | 18' |
| 9     | DEL   | Charlyn Corral      |     |
| D. T. | D. T. | Óscar Torres        |     |

| 1     | POR   | Sandra Paños        |     |
| 25    | DEF   | Jana Gutiérrez      |     |
| 3     | DEF   | Karina Rodríguez    |     |
| 2     | DEF   | Jocelyn Orejel      |     |
| 15    | DEF   | Kimberly Rodríguez  | 58' |
| 16    | DEF   | Sabrina Enciso      | 58' |
| 5     | MED   | Irene Guerrero      |     |
| 18    | MED   | Nancy Antonio       |     |
| 19    | MED   | Montserrat Saldívar | 58' |
| 10    | MED   | Scarlett Camberos   |     |
| 7     | DEL   | Kiana Palacios      |     |
| D. T. | D. T. | Ángel Villacampa    |     |

| 21 | Centrocampista | Nina Nicosia      | 18' |
| 13 | Defensa        | Alexandra Godínez | 79' |
| 27 | Centrocampista | Ella Sánchez      | 83' |

| 14 | Centrocampista | Alexa Soto      | 58' |
| 20 | Centrocampista | Nicki Hernández | 58' |
| 17 | Delantero      | Natalia Mauleón | 58' |

| 3' · 14' · 52' | Charlyn Corral Nina Nicosia | 1:0 2:0 3:0 |

| 71' | Myra Delgadillo |

| Principal  | Priscila Eritzel Pérez Borja   |
| Asistentes | María Fernanda Juárez Martínez |
|            | Karla Angélica Flores Ortega   |
| Cuarto     | Ana Paola Hernández Ortiz      |

| VAR            | Salvador Pérez Villalobos |
| Asistentes VAR | Karen Janett Díaz Medina  |

|  |                    | [[Archivo:\|border\|30px]] | [[Archivo:\|border\|30px]] |
|  | Tiros              | 11                         | 13                         |
|  | Tiros a puerta     | 4                          | 4                          |
|  | Faltas             | 8                          | 7                          |
|  | Saques de esquina  | 4                          | 8                          |
|  | Penaltis           | 1                          | 0                          |
|  | Fueras de juego    | 0                          | 0                          |
|  | Posesión del balón | 38%                        | 62%                        |

#### Final - Vuelta
| 1     | POR   | Sandra Paños        |     |
| 25    | DEF   | Jana Gutiérrez      |     |
| 4     | DEF   | Chidinma Okeke      | 15' |
| 15    | DEF   | Kimberly Rodríguez  |     |
| 20    | DEF   | Nicki Hernández     |     |
| 3     | MED   | Karina Rodríguez    |     |
| 18    | MED   | Nancy Antonio       |     |
| 5     | MED   | Irene Guerrero      |     |
| 19    | MED   | Montserrat Saldívar | 78' |
| 7     | MED   | Kiana Palacios      |     |
| 10    | DEL   | Scarlett Camberos   |     |
| D. T. | D. T. | Ángel Villacampa    |     |

| 1     | POR   | Esthefanny Barreras |       |
| 2     | DEF   | Kenti Robles        |       |
| 3     | DEF   | Osinachi Ohale      |       |
| 23    | DEF   | Daniela Flores      |       |
| 8     | DEF   | Yirleidis Minota    |       |
| 19    | MED   | Andrea Pereira      |       |
| 6     | MED   | Karla Nieto         |       |
| 10    | MED   | Myra Delgadillo     | 77'   |
| 21    | MED   | Nina Nicosia        | 61'   |
| 9     | DEL   | Charlyn Corral      |       |
| 30    | DEL   | Chinwendu Ihezuo    | 90+2' |
| D. T. | D. T. | Óscar Torres        |       |

| 2  | Defensa        | Jocelyn Orejel         | 15 78'' |
| 22 | Centrocampista | Sarah Luebbert         | 78'     |
| 9  | Delantero      | Priscila Flor da Silva | 78'     |

| 17 | Delantero      | Ayooluwa Oke      | 61 77'' |
| 13 | Defensa        | Alexandra Godínez | 77'     |
| 27 | Centrocampista | Ella Sánchez      | 77'     |
| 26 | Centrocampista | Amanda Pérez      | 90+2'   |

| 36' · 54' | Irene Guerrero Scarlett Camberos | 1:0 2:0 |

| 80' · 82' | Kiana Palacios Scarlett Camberos |

| 9' · 51' | Myra Delgadillo Daniela Flores |

| 69' | Daniela Flores |

| Principal  | Diana Stephanía Pérez Borja |
| Asistentes | Aranza Quero Aguilar        |
|            | Elva Gutiérrez Martínez     |
| Cuarto     | Ximena Márquez Ruiz         |

| VAR            | Lizzet Amairany García Olvera    |
| Asistentes VAR | Jéssica Fernanda Morales Morales |

|  |                    | [[Archivo:\|border\|30px]] | [[Archivo:\|border\|30px]] |
|  | Tiros              | 23                         | 6                          |
|  | Tiros a puerta     | 11                         | 4                          |
|  | Faltas             | 8                          | 15                         |
|  | Saques de esquina  | 9                          | 0                          |
|  | Fueras de juego    | 1                          | 0                          |
|  | Posesión del balón | 70%                        | 30%                        |

| 1     | POR   | Sandra Paños        |     |
| 25    | DEF   | Jana Gutiérrez      |     |
| 4     | DEF   | Chidinma Okeke      | 15' |
| 15    | DEF   | Kimberly Rodríguez  |     |
| 20    | DEF   | Nicki Hernández     |     |
| 3     | MED   | Karina Rodríguez    |     |
| 18    | MED   | Nancy Antonio       |     |
| 5     | MED   | Irene Guerrero      |     |
| 19    | MED   | Montserrat Saldívar | 78' |
| 7     | MED   | Kiana Palacios      |     |
| 10    | DEL   | Scarlett Camberos   |     |
| D. T. | D. T. | Ángel Villacampa    |     |

| 1     | POR   | Esthefanny Barreras |       |
| 2     | DEF   | Kenti Robles        |       |
| 3     | DEF   | Osinachi Ohale      |       |
| 23    | DEF   | Daniela Flores      |       |
| 8     | DEF   | Yirleidis Minota    |       |
| 19    | MED   | Andrea Pereira      |       |
| 6     | MED   | Karla Nieto         |       |
| 10    | MED   | Myra Delgadillo     | 77'   |
| 21    | MED   | Nina Nicosia        | 61'   |
| 9     | DEL   | Charlyn Corral      |       |
| 30    | DEL   | Chinwendu Ihezuo    | 90+2' |
| D. T. | D. T. | Óscar Torres        |       |

| 2  | Defensa        | Jocelyn Orejel         | 15 78'' |
| 22 | Centrocampista | Sarah Luebbert         | 78'     |
| 9  | Delantero      | Priscila Flor da Silva | 78'     |

| 17 | Delantero      | Ayooluwa Oke      | 61 77'' |
| 13 | Defensa        | Alexandra Godínez | 77'     |
| 27 | Centrocampista | Ella Sánchez      | 77'     |
| 26 | Centrocampista | Amanda Pérez      | 90+2'   |

| 36' · 54' | Irene Guerrero Scarlett Camberos | 1:0 2:0 |

| 80' · 82' | Kiana Palacios Scarlett Camberos |

| 9' · 51' | Myra Delgadillo Daniela Flores |

| 69' | Daniela Flores |

| Principal  | Diana Stephanía Pérez Borja |
| Asistentes | Aranza Quero Aguilar        |
|            | Elva Gutiérrez Martínez     |
| Cuarto     | Ximena Márquez Ruiz         |

| VAR            | Lizzet Amairany García Olvera    |
| Asistentes VAR | Jéssica Fernanda Morales Morales |

|  |                    | [[Archivo:\|border\|30px]] | [[Archivo:\|border\|30px]] |
|  | Tiros              | 23                         | 6                          |
|  | Tiros a puerta     | 11                         | 4                          |
|  | Faltas             | 8                          | 15                         |
|  | Saques de esquina  | 9                          | 0                          |
|  | Fueras de juego    | 1                          | 0                          |
|  | Posesión del balón | 70%                        | 30%                        |

| 1     | POR   | Sandra Paños        |     |
| 25    | DEF   | Jana Gutiérrez      |     |
| 4     | DEF   | Chidinma Okeke      | 15' |
| 15    | DEF   | Kimberly Rodríguez  |     |
| 20    | DEF   | Nicki Hernández     |     |
| 3     | MED   | Karina Rodríguez    |     |
| 18    | MED   | Nancy Antonio       |     |
| 5     | MED   | Irene Guerrero      |     |
| 19    | MED   | Montserrat Saldívar | 78' |
| 7     | MED   | Kiana Palacios      |     |
| 10    | DEL   | Scarlett Camberos   |     |
| D. T. | D. T. | Ángel Villacampa    |     |

| 1     | POR   | Esthefanny Barreras |       |
| 2     | DEF   | Kenti Robles        |       |
| 3     | DEF   | Osinachi Ohale      |       |
| 23    | DEF   | Daniela Flores      |       |
| 8     | DEF   | Yirleidis Minota    |       |
| 19    | MED   | Andrea Pereira      |       |
| 6     | MED   | Karla Nieto         |       |
| 10    | MED   | Myra Delgadillo     | 77'   |
| 21    | MED   | Nina Nicosia        | 61'   |
| 9     | DEL   | Charlyn Corral      |       |
| 30    | DEL   | Chinwendu Ihezuo    | 90+2' |
| D. T. | D. T. | Óscar Torres        |       |

| 2  | Defensa        | Jocelyn Orejel         | 15 78'' |
| 22 | Centrocampista | Sarah Luebbert         | 78'     |
| 9  | Delantero      | Priscila Flor da Silva | 78'     |

| 17 | Delantero      | Ayooluwa Oke      | 61 77'' |
| 13 | Defensa        | Alexandra Godínez | 77'     |
| 27 | Centrocampista | Ella Sánchez      | 77'     |
| 26 | Centrocampista | Amanda Pérez      | 90+2'   |

| 36' · 54' | Irene Guerrero Scarlett Camberos | 1:0 2:0 |

| 80' · 82' | Kiana Palacios Scarlett Camberos |

| 9' · 51' | Myra Delgadillo Daniela Flores |

| 69' | Daniela Flores |

| Principal  | Diana Stephanía Pérez Borja |
| Asistentes | Aranza Quero Aguilar        |
|            | Elva Gutiérrez Martínez     |
| Cuarto     | Ximena Márquez Ruiz         |

| VAR            | Lizzet Amairany García Olvera    |
| Asistentes VAR | Jéssica Fernanda Morales Morales |

|  |                    | [[Archivo:\|border\|30px]] | [[Archivo:\|border\|30px]] |
|  | Tiros              | 23                         | 6                          |
|  | Tiros a puerta     | 11                         | 4                          |
|  | Faltas             | 8                          | 15                         |
|  | Saques de esquina  | 9                          | 0                          |
|  | Fueras de juego    | 1                          | 0                          |
|  | Posesión del balón | 70%                        | 30%                        |

| 1     | POR   | Sandra Paños        |     |
| 25    | DEF   | Jana Gutiérrez      |     |
| 4     | DEF   | Chidinma Okeke      | 15' |
| 15    | DEF   | Kimberly Rodríguez  |     |
| 20    | DEF   | Nicki Hernández     |     |
| 3     | MED   | Karina Rodríguez    |     |
| 18    | MED   | Nancy Antonio       |     |
| 5     | MED   | Irene Guerrero      |     |
| 19    | MED   | Montserrat Saldívar | 78' |
| 7     | MED   | Kiana Palacios      |     |
| 10    | DEL   | Scarlett Camberos   |     |
| D. T. | D. T. | Ángel Villacampa    |     |

| 1     | POR   | Esthefanny Barreras |       |
| 2     | DEF   | Kenti Robles        |       |
| 3     | DEF   | Osinachi Ohale      |       |
| 23    | DEF   | Daniela Flores      |       |
| 8     | DEF   | Yirleidis Minota    |       |
| 19    | MED   | Andrea Pereira      |       |
| 6     | MED   | Karla Nieto         |       |
| 10    | MED   | Myra Delgadillo     | 77'   |
| 21    | MED   | Nina Nicosia        | 61'   |
| 9     | DEL   | Charlyn Corral      |       |
| 30    | DEL   | Chinwendu Ihezuo    | 90+2' |
| D. T. | D. T. | Óscar Torres        |       |

| 2  | Defensa        | Jocelyn Orejel         | 15 78'' |
| 22 | Centrocampista | Sarah Luebbert         | 78'     |
| 9  | Delantero      | Priscila Flor da Silva | 78'     |

| 17 | Delantero      | Ayooluwa Oke      | 61 77'' |
| 13 | Defensa        | Alexandra Godínez | 77'     |
| 27 | Centrocampista | Ella Sánchez      | 77'     |
| 26 | Centrocampista | Amanda Pérez      | 90+2'   |

| 36' · 54' | Irene Guerrero Scarlett Camberos | 1:0 2:0 |

| 80' · 82' | Kiana Palacios Scarlett Camberos |

| 9' · 51' | Myra Delgadillo Daniela Flores |

| 69' | Daniela Flores |

| Principal  | Diana Stephanía Pérez Borja |
| Asistentes | Aranza Quero Aguilar        |
|            | Elva Gutiérrez Martínez     |
| Cuarto     | Ximena Márquez Ruiz         |

| VAR            | Lizzet Amairany García Olvera    |
| Asistentes VAR | Jéssica Fernanda Morales Morales |

|  |                    | [[Archivo:\|border\|30px]] | [[Archivo:\|border\|30px]] |
|  | Tiros              | 23                         | 6                          |
|  | Tiros a puerta     | 11                         | 4                          |
|  | Faltas             | 8                          | 15                         |
|  | Saques de esquina  | 9                          | 0                          |
|  | Fueras de juego    | 1                          | 0                          |
|  | Posesión del balón | 70%                        | 30%                        |

| Campeón Clausura 2025 |
| --------------------- |
|                       |
| Pachuca               |
| 1.er título           |

## Estadísticas

### Clasificación juego limpio
- Datos según la página oficial.
- Fecha de actualización: 18 de abril de 2025

| Lugar                                | Club                                 |          |          |          | Puntos   |
| ------------------------------------ | ------------------------------------ | -------- | -------- | -------- | -------- |
| 1                                    | Monterrey                            | 13       | 1        | 0        | 16       |
| 2                                    | Pachuca                              | 26       | 0        | 0        | 26       |
| 3                                    | Atlas                                | 22       | 1        | 1        | 28       |
| 4                                    | Toluca                               | 26       | 1        | 0        | 29       |
| 5                                    | América                              | 19       | 0        | 4        | 31       |
| 6                                    | Guadalajara                          | 25       | 2        | 0        | 31       |
| 7                                    | Tigres UANL                          | 28       | 0        | 2        | 34       |
| 8                                    | Mazatlán                             | 29       | 1        | 1        | 35       |
| 9                                    | Puebla                               | 23       | 2        | 2        | 35       |
| 10                                   | Juárez                               | 30       | 2        | 0        | 36       |
| 11                                   | Pumas UNAM                           | 25       | 1        | 3        | 37       |
| 12                                   | Necaxa                               | 34       | 0        | 1        | 37       |
| 13                                   | Santos Laguna                        | 35       | 0        | 1        | 38       |
| 14                                   | Cruz Azul                            | 31       | 1        | 2        | 40       |
| 15                                   | León                                 | 38       | 0        | 1        | 41       |
| 16                                   | Tijuana                              | 29       | 2        | 3        | 44       |
| 17                                   | Querétaro                            | 37       | 2        | 3        | 52       |
| 18                                   | Atlético San Luis                    | 46       | 1        | 1        | 52       |
| Primera Tarjeta Amarilla             | Primera Tarjeta Amarilla             | 1 punto  | 1 punto  | 1 punto  | 1 punto  |
| Segunda Tarjeta Amarilla y Expulsión | Segunda Tarjeta Amarilla y Expulsión | 3 puntos | 3 puntos | 3 puntos | 3 puntos |
| Tarjeta Roja Directa                 | Tarjeta Roja Directa                 | 3 puntos | 3 puntos | 3 puntos | 3 puntos |

En caso de empate, la tabla general de posiciones es el principal criterio para desempatar.

### Máximas goleadoras
- Datos según la página oficial.
- Fecha de actualización: 18 de abril de 2025

| Pos. | Jugadora               | Club        | Goles | Part. | Prom. | Min. | M/G    |
| ---- | ---------------------- | ----------- | ----- | ----- | ----- | ---- | ------ |
| 1º   | Charlyn Corral         | Pachuca     | 21    | 17    | 1.24  | 1530 | 72.86  |
| 2º   | Aerial Chavarin        | Cruz Azul   | 16    | 17    | 0.94  | 1486 | 92.88  |
| 3º   | Stephanie Ribeiro      | Pumas UNAM  | 13    | 15    | 0.87  | 1204 | 92.62  |
| 4º   | Lizbeth Ovalle         | Tigres UANL | 11    | 17    | 0.65  | 1466 | 133.27 |
| 5º   | María Paula Salas      | Atlas       | 10    | 16    | 0.63  | 997  | 99.7   |
| 6º   | Daniela Espinosa       | América     | 9     | 14    | 0.64  | 653  | 72.56  |
| 7º   | Priscila Flor da Silva | América     | 8     | 12    | 0.67  | 710  | 88.75  |
| =    | Montserrat Saldívar    | América     | 8     | 16    | 0.5   | 1205 | 150.63 |
| =    | Christina Burkenroad   | Monterrey   | 8     | 15    | 0.53  | 1040 | 130    |
| =    | Paola García           | Atlas       | 8     | 16    | 0.5   | 1109 | 138.63 |

#### Tripletes o más
| Jugadora               | Local             | Resultado | Visita            | Goles             | Fecha                 | Jornada    |
| ---------------------- | ----------------- | --------- | ----------------- | ----------------- | --------------------- | ---------- |
| Charlyn Corral         | Querétaro         | 1 – 7     | Pachuca           | 3' 38' 69'        | 6 de enero de 2025    | Jornada 1  |
| Priscila Flor da Silva | América           | 7 – 0     | Querétaro         | 10' 12' 38'       | 10 de enero de 2025   | Jornada 2  |
| Stephanie Ribeiro      | Pumas UNAM        | 6 – 1     | Santos Laguna     | 22' 45+2' 55' 69' | 14 de enero de 2025   | Jornada 3  |
| Lucía García           | Monterrey         | 5 – 1     | Puebla            | 38' 77' 87'       | 19 de enero de 2025   | Jornada 4  |
| Charlyn Corral         | Pachuca           | 5 – 0     | Atlético San Luis | 30' 50' 76'       | 26 de enero de 2025   | Jornada 5  |
| Daniela Espinosa       | América           | 6 – 0     | Mazatlán          | 7' 49' 90+3'      | 6 de febrero de 2025  | Jornada 7  |
| Charlyn Corral         | Pachuca           | 6 – 1     | Juárez            | 5' 32' 57'        | 10 de febrero de 2025 | Jornada 8  |
| María Paula Salas      | Atlético San Luis | 0 – 4     | Atlas             | 12' 38' 48' 52'   | 30 de marzo de 2025   | Jornada 15 |
| Shanice van de Sanden  | Puebla            | 1 – 3     | Toluca            | 12' 48' 85'       | 13 de abril de 2025   | Jornada 16 |
| María Paula Salas      | Atlas             | 4 – 1     | Mazatlán          | 36' 43' 62'       | 13 de abril de 2025   | Jornada 16 |
| Aerial Chavarin        | Cruz Azul         | 5 – 0     | Juárez            | 12' 34' 38' 89'   | 17 de abril de 2025   | Jornada 17 |

### Porterías imbatidas
- Datos según la página oficial.
- Fecha de actualización: 18 de abril de 2025

| Pos. | Portera             | Club              | Port. Imb. | Part. | G/R | Min. | Frec.  | Efec. (%) |
| ---- | ------------------- | ----------------- | ---------- | ----- | --- | ---- | ------ | --------- |
| 1º   | Wendy Toledo        | Pumas UNAM        | 9          | 17    | 13  | 1530 | 117.69 | 52.94 %   |
| 2º   | Esthefanny Barreras | Pachuca           | 8          | 17    | 14  | 1530 | 109.29 | 47.06 %   |
| 3º   | Ana Zárate          | Atlético San Luis | 7          | 16    | 28  | 1440 | 51.43  | 43.75 %   |
| 4º   | Sandra Paños        | América           | 6          | 11    | 7   | 938  | 134    | 54.55 %   |
| =    | Blanca Félix        | Guadalajara       | 6          | 13    | 8   | 1106 | 138.25 | 46.15 %   |
| 6º   | Cecilia Santiago    | Tigres UANL       | 5          | 8     | 6   | 720  | 120    | 62.50 %   |
| =    | Daniela Solera      | Atlas             | 5          | 15    | 20  | 1350 | 67.5   | 33.33 %   |
| =    | Alejandría Godínez  | Cruz Azul         | 5          | 17    | 19  | 1530 | 80.53  | 29.41 %   |
| 9º   | Christina Holguín   | Juárez            | 4          | 10    | 17  | 900  | 52.94  | 40 %      |
| =    | Claudia Lozoya      | Querétaro         | 4          | 15    | 26  | 1350 | 51.92  | 26.67 %   |

### Asistencia
Lista con la asistencia de los partidos y equipos Liga MX Femenil.
 Fecha de actualización: 18 de abril de 2025

#### Por equipo
En los promedios solamente se cuentan los partidos que contaron con asistencia de público.
| Pos                | Equipo             | Total   | Media | Más alta | Más baja | % de Ocupación media |
| ------------------ | ------------------ | ------- | ----- | -------- | -------- | -------------------- |
| 1                  | Monterrey          | 69,469  | 7,719 | 21,748   | 1,265    | 14.42%               |
| 2                  | Tigres UANL        | 33,610  | 4,201 | 5,293    | 2,645    | 10.03%               |
| 3                  | Guadalajara        | 32,104  | 4,013 | 10,371   | 159      | 9.63%                |
| 4                  | Pumas UNAM         | 29,901  | 3,738 | 9,864    | 1,245    | 6.40%                |
| 5                  | Toluca             | 26,483  | 3,310 | 8,281    | 1,906    | 12.14%               |
| 6                  | Pachuca            | 29,353  | 3,261 | 8,412    | 959      | 12.58%               |
| 7                  | América            | 29,097  | 3,233 | 7,700    | 575      | 11.97%               |
| 8                  | Juárez             | 15,295  | 1,699 | 3,979    | 927      | 8.63%                |
| 9                  | León               | 10,562  | 1,174 | 3,040    | 402      | 3.75%                |
| 10                 | Tijuana            | 7,264   | 908   | 1,633    | 233      | 3.07%                |
| 11                 | Necaxa             | 7,188   | 799   | 2,061    | 264      | 3.76%                |
| 12                 | Atlético San Luis  | 6,320   | 790   | 1,191    | 525      | 2.78%                |
| 13                 | Querétaro          | 4,663   | 666   | 1,810    | 286      | 1.95%                |
| 14                 | Atlas              | 5,603   | 623   | 2,789    | 284      | 1.13%                |
| 15                 | Santos Laguna      | 4,223   | 528   | 1,876    | 164      | 1.81%                |
| 16                 | Puebla             | 3,971   | 441   | 1,148    | 222      | 0.92%                |
| 17                 | Mazatlán           | 2,290   | 286   | 537      | 106      | 1.42%                |
| 18                 | Cruz Azul          | 2,045   | 227   | 265      | 194      | 22.72%               |
| Totales del Torneo | Totales del Torneo | 319,441 | 2,088 | 21,748   | 106      | 6.40%                |

#### Por jornada
El listado excluye los partidos que fueron disputados a puerta cerrada.
| 1     | 13,022  | 1,447 | 4.14%  | Tigres UANL vs Tijuana (4,219)       | Mazatlán vs Monterrey (332)         |
| 2     | 8,364   | 929   | 2.84%  | Toluca vs Mazatlán (1,989)           | Cruz Azul vs Tijuana (194)          |
| 3     | 11,440  | 1,271 | 3.66%  | Tigres UANL vs Atlas (2,896)         | Puebla vs León (222)                |
| 4     | 11,496  | 1,277 | 4.33%  | Monterrey vs Puebla (3,079)          | Santos Laguna vs Necaxa (164)       |
| 5     | 15,304  | 1,700 | 5.56%  | Guadalajara vs Monterrey (5,420)     | Cruz Azul vs Mazatlán (209)         |
| 6     | 25,698  | 2,855 | 8.05%  | Monterrey vs Tijuana (9,443)         | Atlas vs Cruz Azul (361)            |
| 7     | 11,993  | 1,333 | 4.19%  | Monterrey vs Necaxa (2,746)          | Cruz Azul vs Tigres UANL (265)      |
| 8     | 15,124  | 1,680 | 4.69%  | América vs Monterrey (3,974)         | Mazatlán vs León (185)              |
| 9     | 33,488  | 3,721 | 9.90%  | Monterrey vs Tigres UANL (21,748)    | Santos Laguna vs Pachuca (252)      |
| 10    | 13,088  | 1,454 | 4.94%  | Tigres UANL vs Guadalajara (5,293)   | Mazatlán vs Puebla (106)            |
| 11    | 32,014  | 3,557 | 9.22%  | Guadalajara vs América (10,371)      | Puebla vs Tijuana (331)             |
| 12    | 8,886   | 987   | 3.82%  | Tigres UANL vs Santos Laguna (4,563) | Mazatlán vs Atlético San Luis (159) |
| 13    | 19,118  | 2,124 | 5.64%  | Tigres UANL vs Mazatlán (5,191)      | Puebla vs Pachuca (327)             |
| 14    | 16,782  | 2,098 | 7.89%  | América vs Tigres UANL (7,700)       | Guadalajara vs Atlas (159)          |
| 15    | 16,653  | 1,850 | 6.53%  | Tigres UANL vs Juárez (4,631)        | Cruz Azul vs Querétaro (198)        |
| 16    | 34,632  | 3,848 | 10.02% | Monterrey vs Querétaro (9,107)       | Atlas vs Mazatlán (383)             |
| 17    | 32,339  | 3,539 | 12.15% | Monterrey vs León (9,851)            | Cruz Azul vs Juárez (231)           |
| Total | 319,441 | 2,088 | 6.40%  | Monterrey vs Tigres UANL (21,748)    | Mazatlán vs Puebla (106)            |